# Terebovlia
Terebovlia (en ucraniano: Теребо́вля, en polaco: Trembowla) es una ciudad ubicada en el oeste de Ucrania, perteneciente al raión de Ternópil de la óblast de Ternópil. Tenía 13.595 habitantes en 2017.

## Geografía

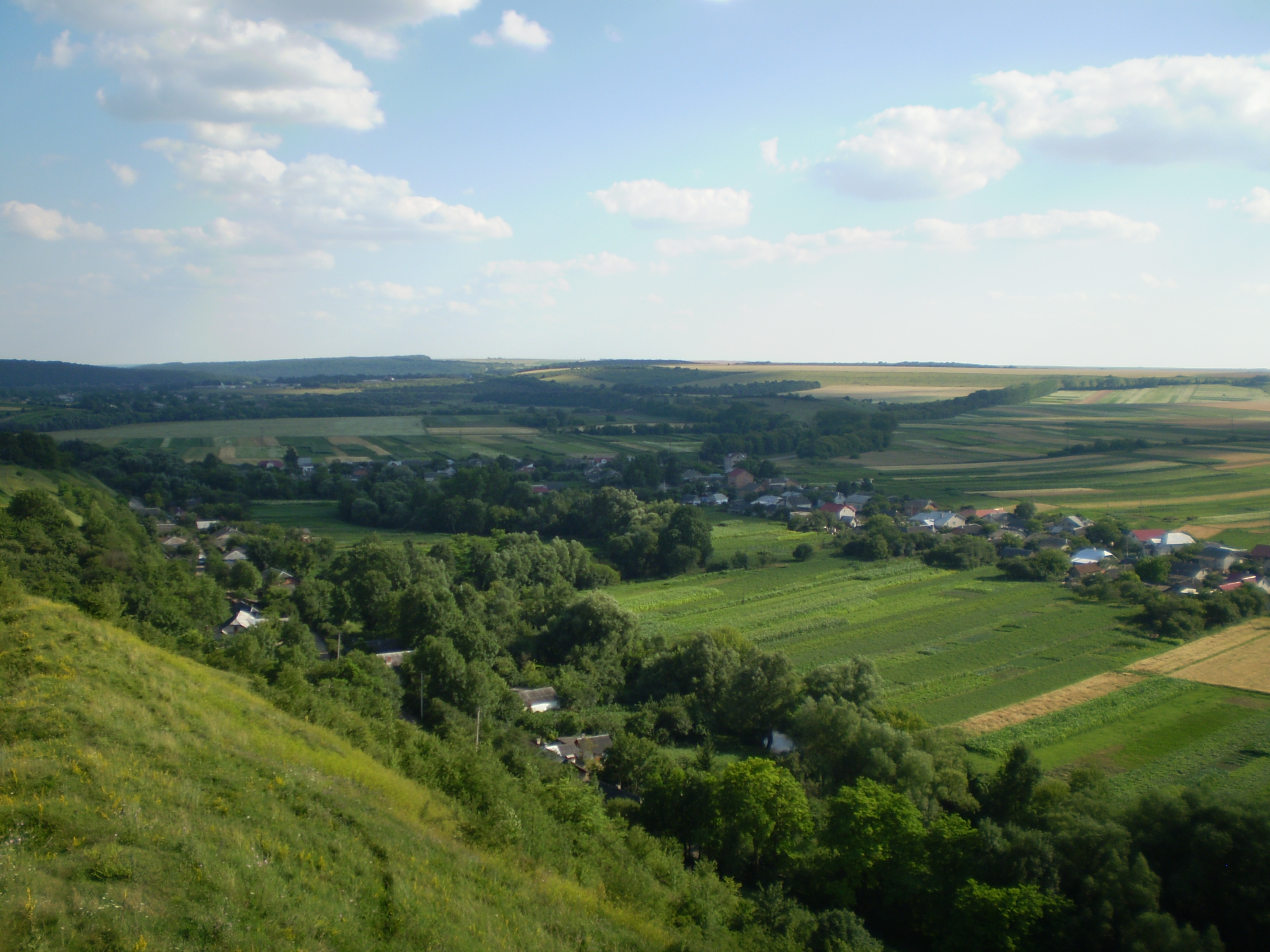
Paisaje en los alrededores de Terebovlia.

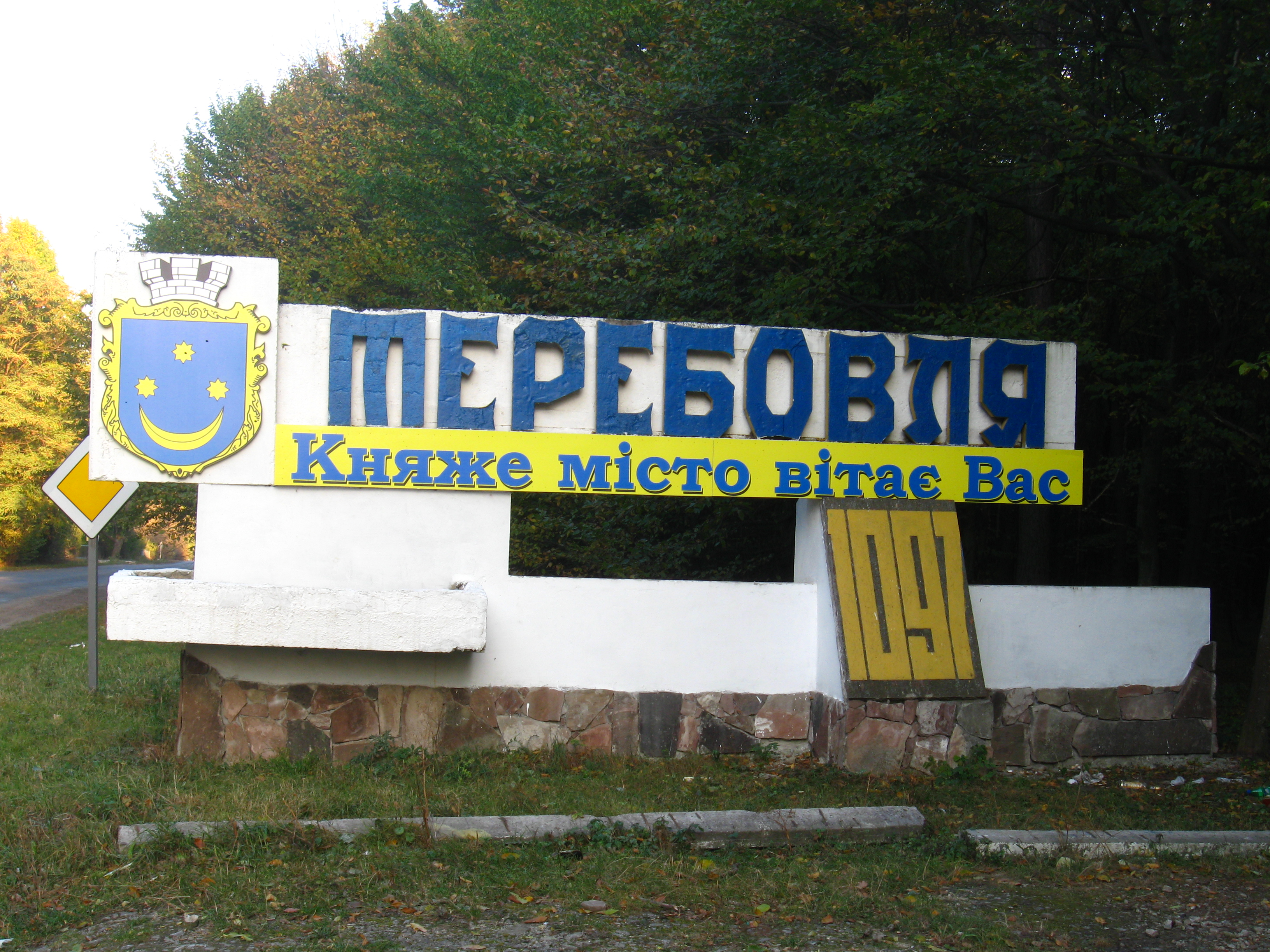
Señal de entrada a Terebovlia.

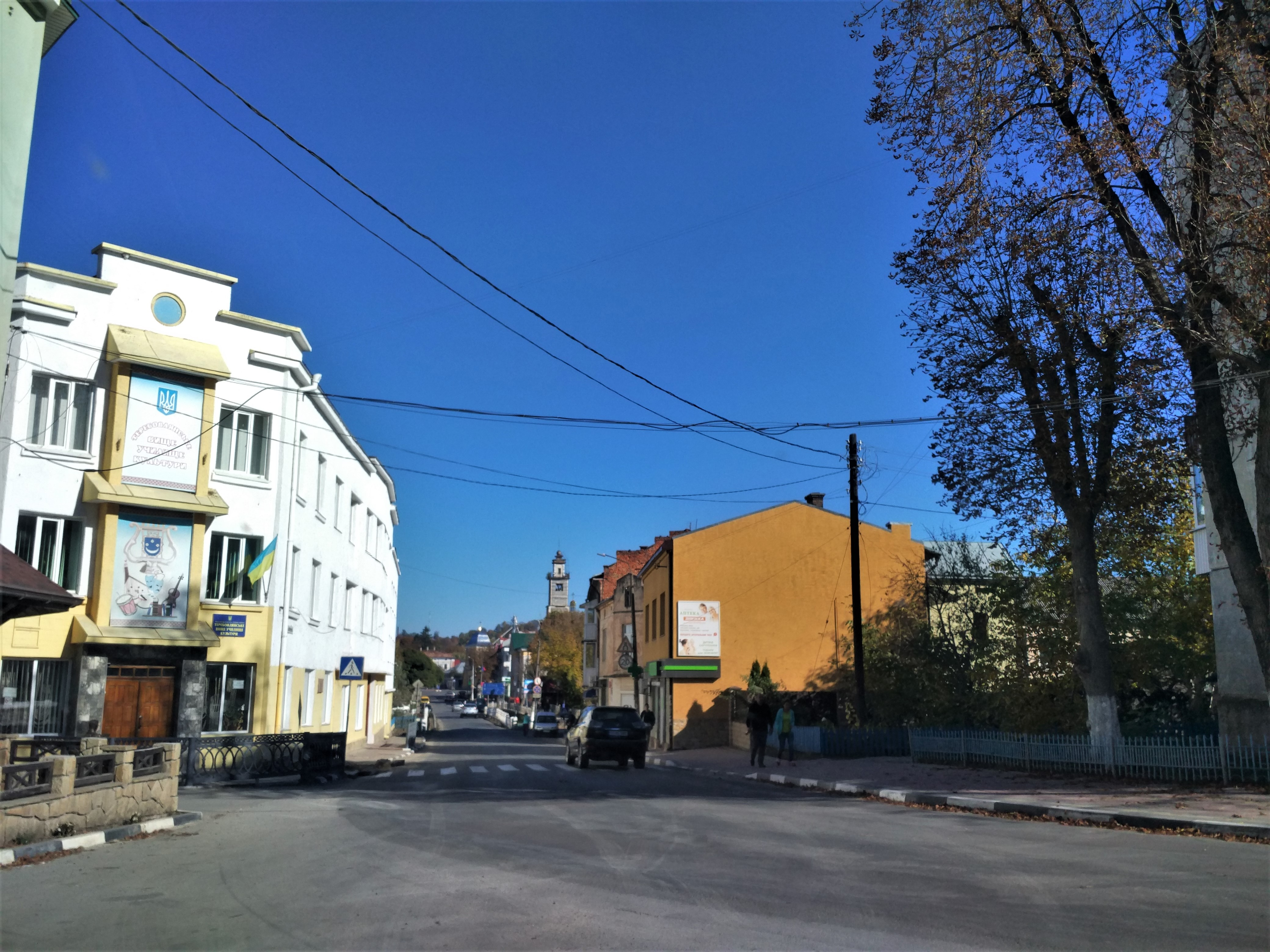
Calle Tarás Shevchenko de Terebovlia.

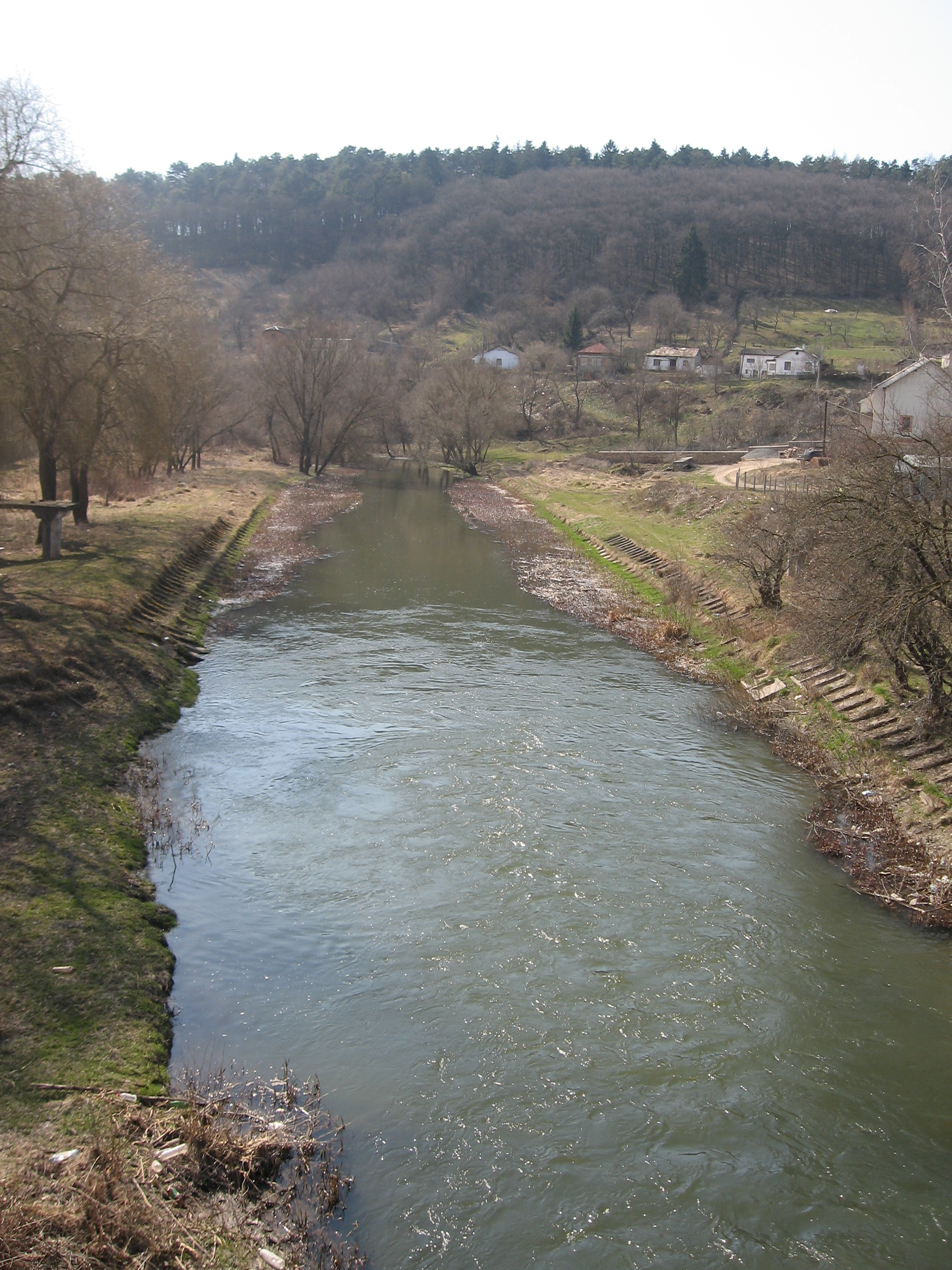
Río Hnizna a su paso por la localidad.

Terebovlia se halla en el centro del raión de Terebovlia del óblast de Ternópil, 32 km al sur del centro regional. La ciudad se halla en el barranco del río Hnizna (afluente del Seret, de la cuenca del Dniéster) y las colinas próximas. El río Hnizna desemboca en el Seret a 3 km de la ciudad, cerca de los pueblos Zelenche y Seméniv. Toda la ciudad se halla en la cuenca del Seret. El Hnizna divide la ciudad en dos partes, la occidental -Ciudad Antigua- y la oriental -Ciudad Nueva-, entre las cuales hay varios puentes, entre los cuales algunos fueron construidos en los tiempos del Imperio austrohúngaro, y una pasarela peatonal. Río abajo, en 1978 se construyó un nuevo puente, para reemplazar uno antiguo de madera.
Terebovlia se halla en la zona occidental de la meseta de Podolia, parte de la meseta de Volinia-Podolia. El relieve de la ciudad es muy heterogéneo. La diferencia de altura alcanza los 90 m. La parte central, en el valle del Hnizna es llana. Sin embargo, la mayor parte de la ciudad ocupa las colinas circundantes, cortadas por numerosos barrancos, profundizados por varios arroyos. En estas colinas apareció el suburbio Sadi, que no es menor en tamaño que el centro de la ciudad. La zona en la que se encuentra la ciudad esta rodeada de estepa boscosa natural. Al oeste y al norte se extiende el gran bosque de Terebovlia.
Las zonas verdes de la ciudad suman 336 hectáreas. Hay dos parques en la ciudad: uno llamado Tarás Shevchenko y otro Molodizhni ("Juventud"). 

### Clima
El territorio del raión de Terebovlia tiene in clima continental moderado con veranos suaves, inviernos suaves y suficientes precipitaciones. La temperatura media anual es + 7 °C. La temperatura media de enero es -5.4 °C, y la de julio + 18.1 °C. Alrededor del 25% de la estación de verano tiene temperatura media diaria superior a + 25 °C. 155 días al año hay temperaturas sobre 10 °C. El área se halla en una zona de humedad importante. La precipitación media es 620 mm. Los tres meses de verano son especialmente lluviosos. Durante ese periodo hay frecuentes tormentas con aparato eléctrico y algunas veces granizo.

### Suelos
Al hallarse la localidad en una zona boscosa, es el suelo de estepa boscosa el más común. En esta variedad los más habituales son los suelos grises boscosos y chernozem.

### Minerales
La mayoría de los minerales necesarios para la industria de la construcción se encuentran cerca de Terebovlia. En primer lugar, destaca la arenisca de Terebovlia, cuyo yacimiento en las laderas del Seret y del Hnizna, es mencionado ya en 1430. El grano de arenisca, de color verde, gris, rosa o rojo y blanco se extrae y utiliza como material de construcción para cimientos o para la construcción de casas privadas, templos, defensas, puentes, carreteras, aceras y bordillos, parapetos, escaleras, cornisas, monumentos, hornos, etc. También hay muchos depósitos de arena y arcilla en el bosque de Terebovlia, al norte de la ciudad, explotadas por canteras. Fueron una base de recursos suficiente para las fábricas de ladrillos, que en época soviética fueron bastantes.

## Etimología

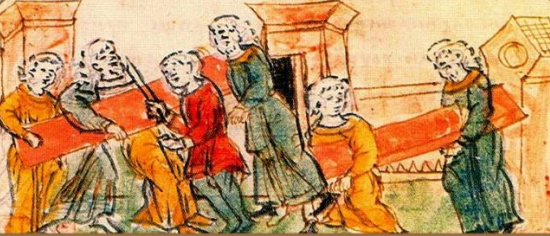
La ceguera de Vasylko Rostislávich, Crónica Radziwiłł.

Según la mayoría de los estudiosos, el nombre de la ciudad proviene del antiguo verbo ucraniano terebiti (теребити), los primeros pobladores, vyterebili, desbrozaron el bosque y se establecieron. Este o un significado modificado de la palabra permaneció en varios idiomas eslavos: terebity, en ucraniano - "limpiar"; Tserabit en bielorruso - "desarraigar, limpiar"; trzebić en polaco - "desarraigar", etc. También hay otros asentamientos con un nombre similar. Por ejemplo, en Bielorrusia: los pueblos de Terebeino, Tsérabel, Tereben, Tereblichi, Terebov.
La palabra terebiti es registrada por primera vez en la Crónica de Ipatiev en 1014, que habla de la preparación de la campaña del kniaz Vladímir contra su hijo Yaroslav, que se había negado a pagar tributo. Vladímir ordenó terebiti (despejar) el camino y construir puentes. En 1277, la misma crónica cuenta la fundación de otra ciudad, para lo cual se ordenó terebiti (despejar) el lugar sobre el río.
También existen otras versiones. Por ejemplo, según el profesor Yaroslav Rudnitski, el nombre debería derivarse del nombre "Tereboslav" y, según el filólogo Mijailo Judash, del nombre "Terebovit", que existió en la antigüedad. Sin embargo, no hay evidencia de la existencia de tales príncipes. También hay una leyenda que dice que en el monte Pokrovka había tres cruces. Debajo de ellas estaban las tumbas del príncipe de Terebovlia y sus dos hijos, que murieron durante la invasión mongola. Estas tres cruces significaban "tres dolores" (tri boli, три болі), y de ahí vendría el nombre Terebovlia. Sin embargo, la invasión mongola fue 144 años más tarde de la primera mención de la ciudad.

## Historia

### Principado de Terebovlia

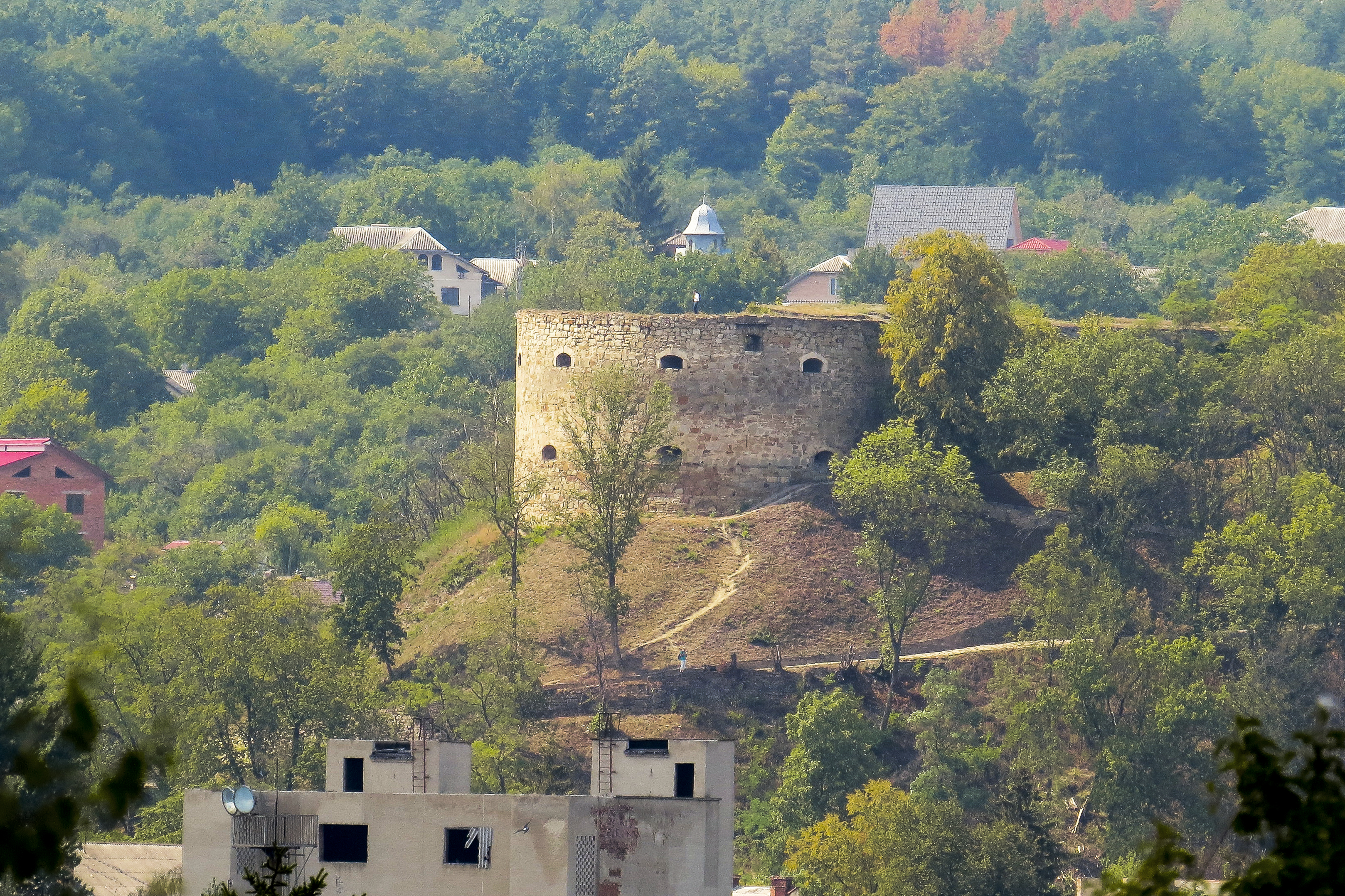
Castillo de Terebovlia.

Habitada la región desde tiempos del neolítico, Terebovlia es una de las localidades más antiguas de Ucrania Occidental. Es mencionada por primera vez en las Crónica de Ipatiev de 1097. A finales del siglo XI era el centro del principado de Terebovlia en la región de la Rutenia Roja.  El principado fue la última herencia de la Croacia Blanca, pues a finales del siglo X Vladímir Sviatoslávich de Kiev había sometido a los otros principados croatas en Ciscarpatia. El principado englobaba territorios del sudeste de Galitzia, Podolia y Bucovina. Su primer príncipe, a partir de 1092 fue el kniaz Vasilko Rostislávich, hijo de Rostislav de Tmutarakáñ. La crónica de Néstor habla de como tras el consejo de Liubech, los príncipes planean cegar a Vasilko.
Las investigaciones arqueológicas indicas el origen antiguo del asentamiento. Durante el reinado del príncipe Vasilko Rostislávich, la ciudad estaba ubicada bajo la colina del castillo. En el siglo XII, Terebovlia fue un importante centro político y cultural. Cuando el kniaz Vladímir Volodaríevich se convirtió en príncipe de Terebovlia, unió los principados de Peremyshl, Zvenyhorod, Hálych y Terebovlia e hizo de Hálych su capital. En este periodo es conocida en ruso como Terebovl (Теребовль), como aparece en la Lista de ciudades rusas lejanas y cercanas.  Desde 1199 Terebovlia perteneció al principado de Galicia-Volinia. Tras la muerte del destacado kniaz Roman Mstislávich en 1205, el principado de Galicia-Volinia se desintegró y el principado de Terebovlia fue independiente de nuevo. 
En 1227, durante las contiendas entre los diversos príncipes con ayuda extranjera, la ciudad fue tomada por las tropas del rey húngaro Andrés II. En 1241 Terebovlia fue devastada por las tropas de Batu Kan y el castillo fue destruido.

### Dominio polaco
En 1339 Casimiro III de Polonia sucede, tras su muerte, a su primo Yuri II Boleslav en el trono de Galitzia, lo que suponía la integración del principado en el reino de Polonia. El Gran Ducado de Lituania, aliado con la Horda de Oro, le disputó el derecho sobre el principado, en un conflicto que se prolongaría una década. Tras firmar un armisticio con los tártaros y tras la derrota de los lituanos frente a los caballeros teutones en la batalla del Strėva (1348), que los dejó muy debilitados, Casimiro fue capaz de hacer efectiva su reclamación en 1349 ocupando sin resistencia importante los principales castillos de Galitzia, con la excepción de Lutsk, como aparece en las crónicas de Jan de Czarnków y Jan Długosz.
La ciudad conservó su alto estatus y se convirtió en uno de los centros del poder real. En 1366, por orden del rey Casimiro III, el castillo fue reconstruido y restaurado. Terebovlia era una ciudad en la frontera entre la Rutenia Roja y Podolia, que entonces pertenecía a los tártaros. Es la razón por la que el castillo, el convento y las iglesias fueron concebidas como estructuras defensivas. En 1389, Vladislao II concedió a la ciudad, mediante un documento firmado en Sieradz, su autonomía urbana, el derecho de Magdeburgo.
En 1415, Vladislao II concedió permiso al noble terebloviano Bartosh Golovatski para iniciar la construcción de la ciudad nueva al otro lado del Hnizna, por su servicio en la batalla de Grunwald. Vladislao se hallaba de camino, antes de la semana verde, a través de Búchach, Hálych, y Kolomyia hacia Sniatyn, donde recibiría el juramento de vasallaje (len) de Alejandro el Bueno de Moldavia. En 1434, Terebovlia se convertiría en el centro de la zemia de Hálych, parte del voivodato de Rutenia, aunque algunos autores opinan que fue parte del de Podolia hasta el siglo XVI. En la ciudad se emplazó un tribunal de los szlachta que se ocupaba del territorio circundante así como de los hurtos en la ciudad.
A lo largo de los siglos la ciudad se defendió de los tártaros (1453, 1498, 1508, 1516) y de los otomanos (1675, 1688), y en estos combates sufrió graves daños, debiendo ser reconstruida en varias ocasiones. En 1498, Terebovlia y el castillo fueron destruidos casi por completo por las tropas del príncipe moldavo Esteban III y los supervivientes trasladados a Pidhaitsi, por lo que tras la guerra el rey polaco Jan Olbracht eximió a la ciudad de impuestos durante ocho años. El 13 de marzo de 1515, los tártaros atacaron la zemia de Hálych, el hetman de campo Jan Tworowski, salió de Buchach conduciendo sus tropas y defendiendo la ciudad. En los años siguiente las campañas tártaras serían contrarrestadas por el voivoda de Podolia Marcin Kamieniecki y el de Sandomierz Stanisław Lanckoroński. Debido a su ubicación fronteriza, Terebovlia fue atacada casi todos los años. Para ayudar a la ciudad, el rey eximió de nuevo a la ciudad del pago de impuestos en 1518 y 1530. En 1534 el starosta de Terebovlia y el castellano de Cracovia Andrzej Tęczyński, construyó una nueva fortificación. En 1550, el rey Segismundo II otorgó a Terebovlia el privilegio de realizar ferias todos los sábados y desde 1555 el derecho a cobrar peajes en puentes y carreteras. La ciudad tuvo como starosta en la lucha contra los tártaros al comandante polaco Bernard Pretwicz, que moriría aquí en 1563. Como parte del voivodato de Rutenia, pasó a formar parte de la República de las Dos Naciones en 1569.

### República de las Dos Naciones

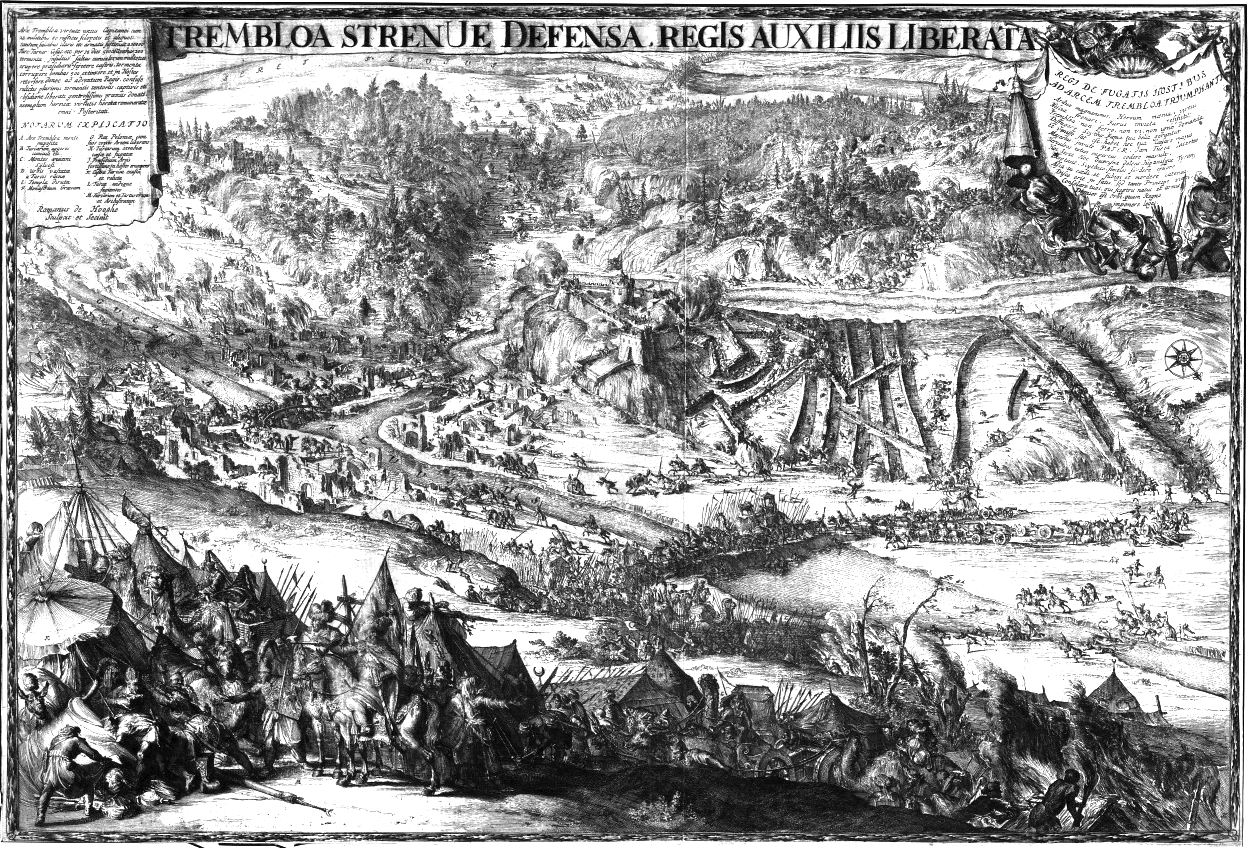
Romeyn de Hooghe, Asedio de Trembowla de 1675.

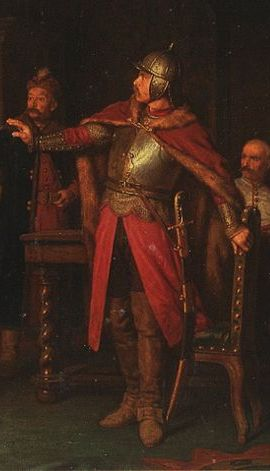
Jan Samuel Chrzanowski en un fragmento de Anna Dorota Chrzanowska en el castillo de Trembowla de Leopold Loeffler, antes de 1867.

En 1594, reinando Segismundo III Vasa, la ciudad fortificada y el castillo fueron capturados por Severýn Nalyvaiko, que se apoderaría de grandes reservas de armas, pólvora, alimentos, ropa y ciento cincuenta caballos. Los habitantes de la ciudad fueron sometidos a fuertes impuestos y aranceles, de modo que se suscitaron resistencias y sublevaciones. En 1616 las tropas del rey sometieron una rebelión liderada por K. Shutski y D. Malysh, que fueron ejecutados.
En 1629, el stárosta Oleksandr Balabán contribuyó a la restauración del castillo, siendo las ruinas de este edificio las que han sobrevivido hasta nuestros días. Fue uno de los escenarios de la Rebelión de Jmelnytsky entre 1648 y 1650. A mediados del siglo XVII, Terebovlia estaba rodeada por una muralla con puertas (Kamyanets'ka, Halytska y Lvivska). El castillo tenía tres torres: la del homenaje, en una esquina y sobre la puerta, y disponía de una veintena de piezas de artillería. Las fortificaciones eran atendidas por doce servidores exentos del pago de impuestos. Según un informe de 1664 el castillo tenía fortificaciones de ladrillo y en Terebovlia sólo quedaban veinticuatro casas.
El 11 de junio de 1675, tuvo lugar la batalla de Terebovlia parte de la guerra polaco turca de entre 1672 y 1676. La ciudad fue sitiada durante varios días por el ejército de 10.000 efectivos del yerno de Mehmed IV, Ibrahim Pasha. La ciudad se defendió valientemente con solo 80 soldados, un pequeño número de nobles y alrededor de doscientos habitantes hasta la llegada de Jan Sobieski. El defensor del castillo fue Jan Samuel Chrzanowski, su esposa Anna Dorota, más conocida como Zofia, se destacó por su valentía. Por esta hazaña, la gente de Terebovlia estuvo exenta de impuestos durante diez años. Durante el ataque de 1688, los tártaros destruyeron el castillo, que ya no sería reconstruido.
En 1765, se censaron 335 granjas, un kostel, un monasterio carmelita, dos iglesias en la ciudad y un monasterio basilio en los montes fuera de la ciudad. La Confederación de Bar, en 1768, fue encabezada entre otros por el starosta de Trembowla, como se conoce la ciudad en polaco, Joachim Karol Potocki.

### Dominio austriaco

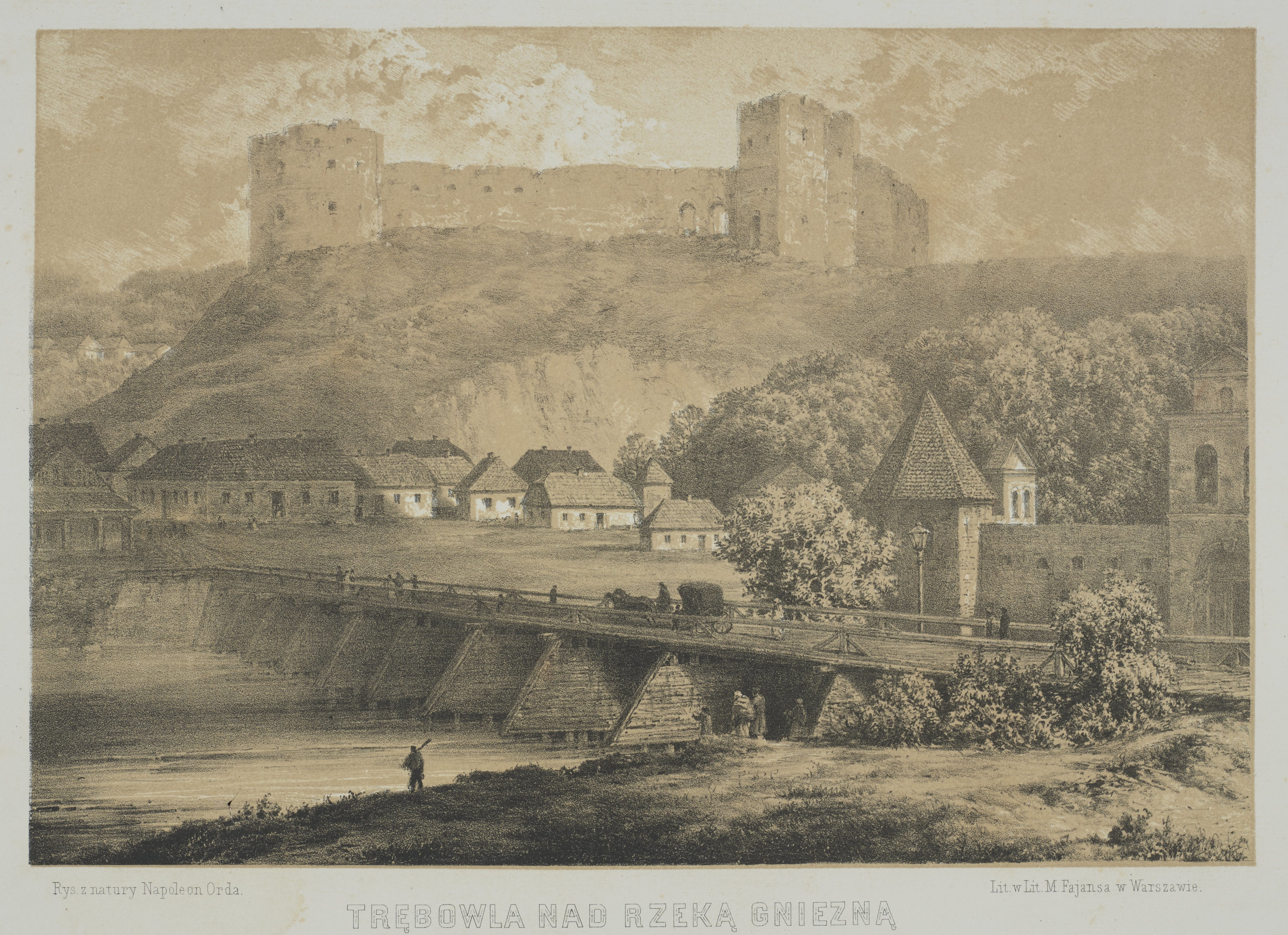
Trembowla en 1880, ilustración de Napoleón Orda.

En 1772, con la primera partición de Polonia, la ciudad fue ocupada por los austriacos, conservando la función de capital del condado. En 1809, por el tratado de Schönbrunn pasó a ser posesión del Imperio ruso. En 1815, por decisión del Congreso de Viena, regresó al Imperio austriaco. A partir de 1854, la ciudad volvió a convertirse en el centro del condado y se abrieron las instituciones correspondientes a su rango: juzgado, tesorería, etc. En 1867 pasaría a ser parte de la Cisleitania del Imperio austrohúngaro. 
El 25 de noviembre de 1896 finalizó la construcción del tramo ferroviario Ternópil-Kopychyntsi, que formaba parte del Ferrocarril de Galitzia Lviv-Chernivtsi. Se construyó una estación de ferrocarril, que todavía funciona hoy. Para 1900 era uno de los 78 Bezirkshauptmannschaften o powiat de la provincia de Galitzia del Reino de Galitzia y Lodomeria.

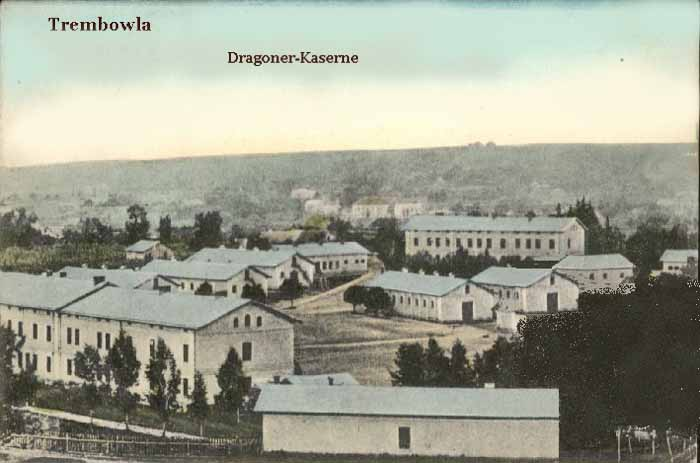
Cuartel del 2º Regimiento de Dragones en Terebovlia a principios del.

En 1907 se abrió en la ciudad un gimnasio estatal con instrucción en polaco. En la localidad se instalaron las sociedades nacionalistas ucranianas Prosvita, Ridna shkola, Ukrainska bursa, Sokil, Sich, Luh, Plast, Soyuz Ukrainok y Zajoronka, sociedades de asistencia a los inválidos ucranianos, protección de tumbas militares, etcétera. En 1913 la ciudad contaba con diez mil habitantes, de los cuales cuatro mil eran polacos, 3.200 rusinos y 2.800 judíos. 
A partir de 1898, el 2.º Regimiento de Dragones del Ejército Austro-Húngaro estuvo estacionado en Terebovlia. En 1914, solo la 2.ª División de este regimiento tenía su base en la ciudad. El batallón de correos húngaro n.º 32 también tenía su base en Terebovlia.

### Guerras mundiales y periodo de entreguerras

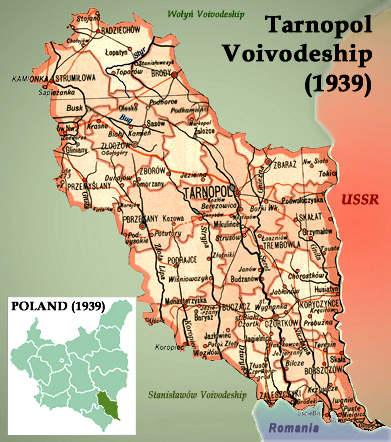
Voivodato de Tarnopol de la Segunda República Polaca.

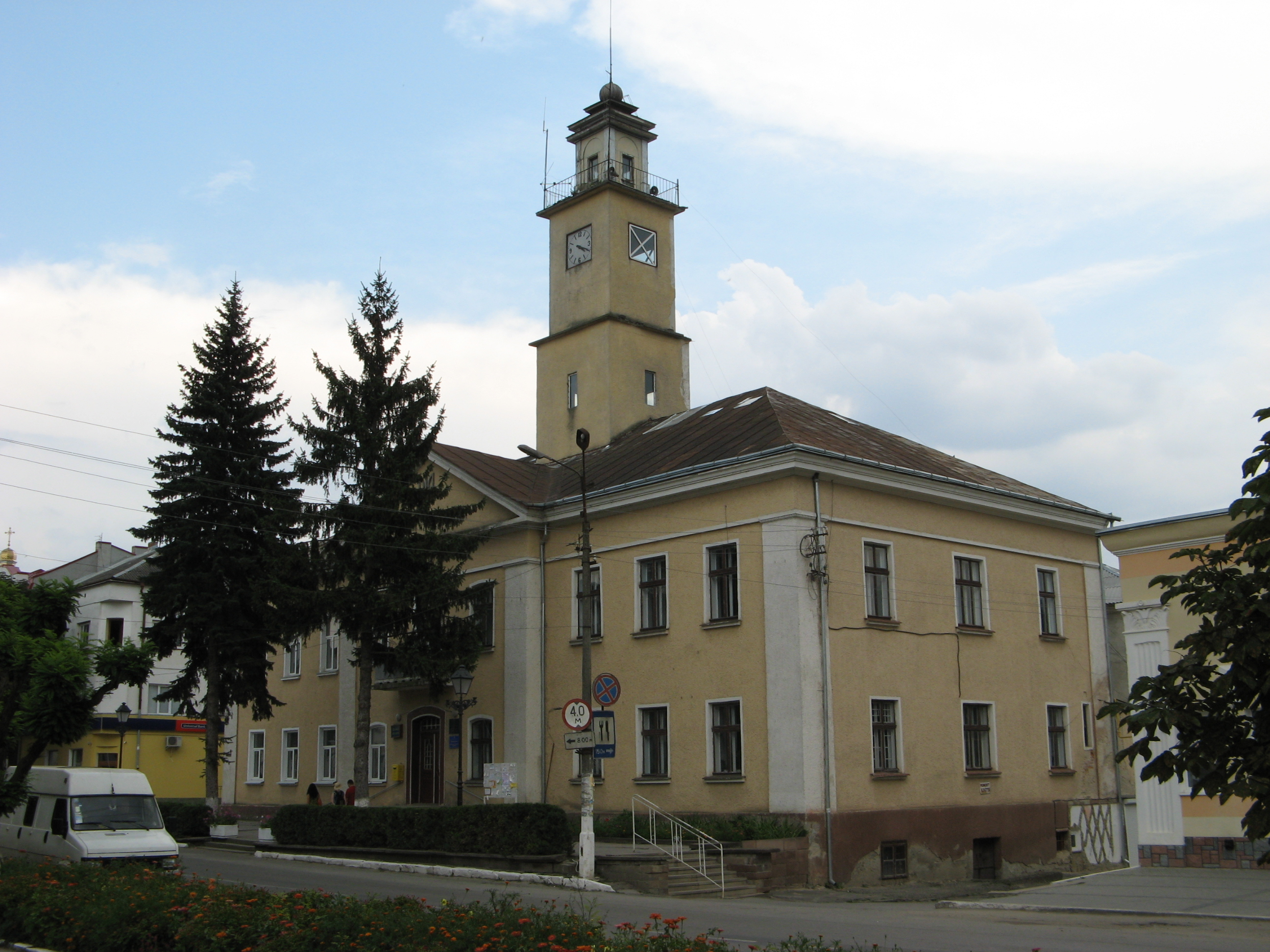
Casa consistorial de Terebovlia.

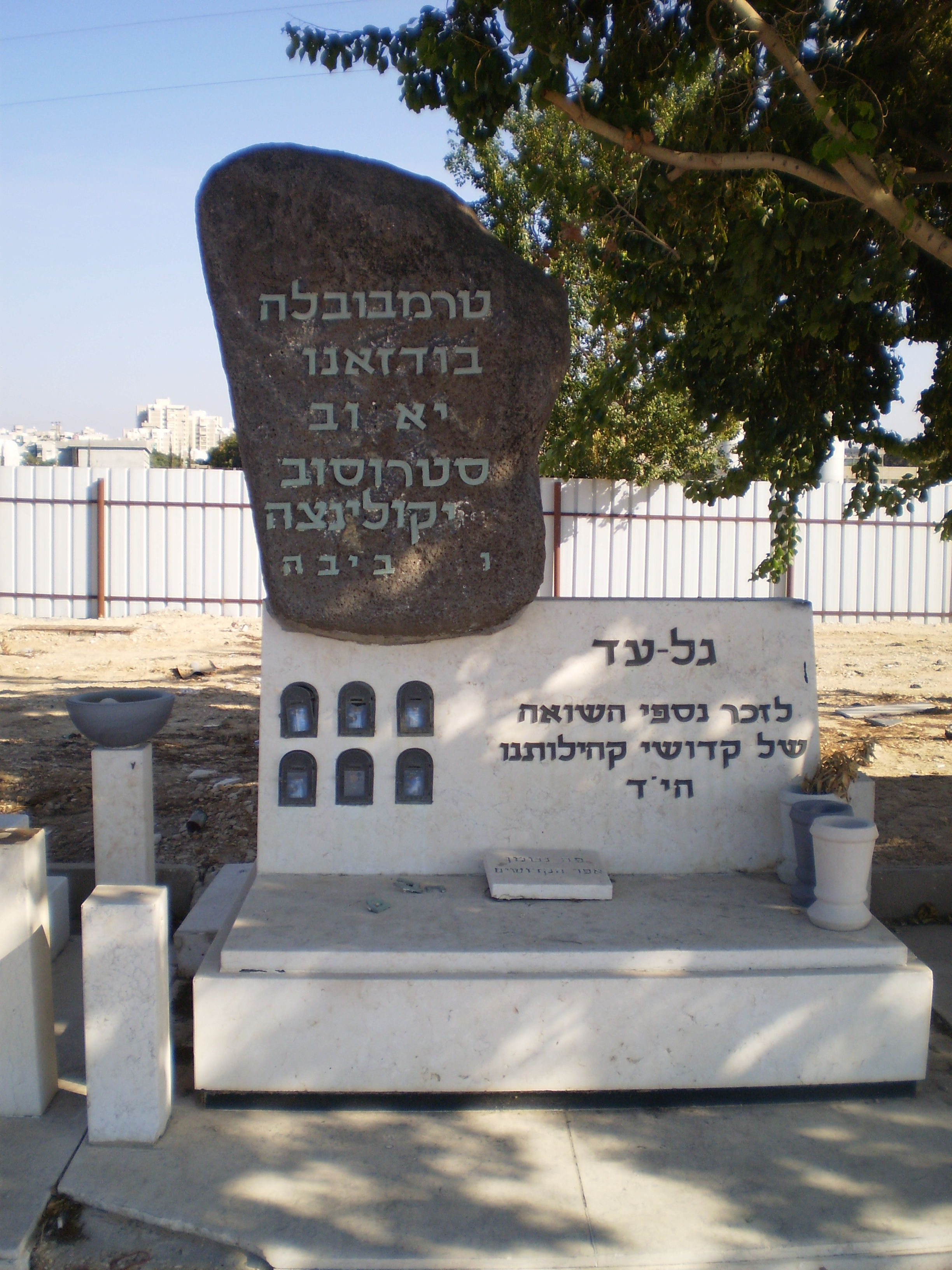
Memorial al Holocausto en Terebovlia.

Tras la derrota del Imperio austrohúngaro en la Primera Guerra Mundial, en la que Terebovlia ocupó una posición próxima al frente oriental ruso, en noviembre de 1918, la localidad pasó a formar parte de la recién proclamada República Popular de Ucrania Occidental. El 2 de noviembre se estableció el distrito militar de Terebovlia, cuyo primer comisario fue el starosta Antin Zaplitni. No obstante, desde el momento de la proclamación de la nueva república entró en conflicto armado con la Segunda República Polaca. La ciudad sería finalmente ocupada por tropas polacas en julio de 1919 tras la decisión de la Conferencia de Paz de París de 1919 y el fracaso de la ofensiva de Chortkiv del Ejército ucraniano de Galitzia de junio, pasando a formar parte del voivodato de Tarnopol.
Sin embargo, la nación polaca estaba en guerra con las repúblicas socialistas de Rusia y Ucrania de la aún no formada Unión Soviética. Las diferentes ofensivas de ambos bandos ocuparon la ciudad a lo largo de 1920, quedando el 18 de marzo de 1921 la frontera fijada en el río Zbruch (al este de la localidad) por la paz de Riga. Durante la dominación polaca, la localidad albergó al 9.º Regimiento de Ulanos de Polonia Menor. La ciudad se hallaba en una situación de atraso económico y cultural. Para 1929, Terebovlia contaba con 7.015 habitantes, polacos, ucranianos y judíos. En la localidad había pequeños talleres artesanos, una cantera y una fábrica de ladrillos con 354 empleados. El movimiento cooperativo y el comercio se desarrollaron rápidamente. Se construyeron nuevos edificios comerciales de tres plantas. En 1933 se inauguraron un estadio y un museo, y más tarde, en 1938, una piscina al aire libre. El 1 de agosto de 1934 se creó el municipio de Terebovlia, del cual la localidad formaba una entidad separada a pesar de ser su capital, englobando a las poblaciones de los alrededores, como Volitsya, actualmente parte de Terebovlia. 
El 17 de septiembre de 1939, tras una breve campaña militar en la que aviones alemanes bombardearon la estación y el puente junto a Plebánivka, Terebovlia fue ocupada por las tropas soviéticas por los términos del pacto Ribbentrop-Mólotov. Ese mismo año obtuvo el rango de ciudad, como centro del raión de Terebovlia del óblast de Ternópil y comenzó la publicación del periódico local. Las autoridades soviéticas suprimieron las organizaciones nacionalistas ucranianas. 
Con el estallido de la Gran Guerra Patria el 22 de junio de 1941, sufrió ataques aéreos el aeródromo de la ciudad, en el que se hallaba el 86.º Regimiento de Bombarderos y donde se dieron algunos de los primeros combates aéreos del frente. El 6-8 de julio las tropas alemanas entraron en la ciudad. Transcurrido un mes, los ocupantes, auxiliados por la policía ucraniana, habían torturado y asesinado a cuarenta judíos de la localidad. Durante la ocupación, más de mil residentes fueron deportados a Alemania para realizar trabajos forzados. En la localidad, las autoridades nazis organizaron un gueto para los judíos locales y los de las poblaciones cercanas de Strúsiv y Budániv. A lo largo de 1942 y 1943, los alemanes, junto a policías y voluntarios locales ucranianos, reunieron a miles de judíos. El 7 de abril de 1943 fueron asesinados en Plebánivka mil cien judíos del gueto, alcanzándose en junio alrededor de tres mil asesinados. Tras la liberación, solo había entre cincuenta y sesenta supervivientes de la comunidad judía local.
Trembowla y sus alrededores también fueron escenario de asesinatos en masa de polacos étnicos. Tras la investigación de los crímenes realizados por los nacionalistas y el campesinado ucraniano, el Instituto de la Memoria Nacional de Polonia confirmó la muerte de al menos 1.002 personas en el territorio de los powiat de Tarnopol y Trembowla. Como resultado, tras el intercambio de población entre Polonia y la Ucrania soviética, casi todos los supervivientes polacos dejaron la ciudad en 1945, trasladándose a los Territorios Polacos Recuperados. 
El 23 de marzo de 1944 la localidad fue liberada por el 60.º Ejército de la Unión Soviética, bajo el mando de Iván Cherniajovski.

### RSS de Ucrania
Desde 1944, la economía de la ciudad se fue restableciendo, abriéndose una fábrica de ladrillos, una mantequería, dos cooperativas industriales, una MTS, y más tarde un complejo industrial, una central eléctrica, una fábrica de zapatos, instalaciones sanitarias, un cine y una escuela política.
Las autoridades soviéticas llevaron a cabo represiones contra los miembros de los grupos clandestinos nacionalistas, en particular en octubre de 1947, cuando se deportó a Siberia a los residentes sospechosos de tener vínculos con la Organización de Nacionalistas Ucranianos (OUN) y el Ejército Insurgente Ucraniano (UPA).
En los años de postguerra se instalaron en Terebovlia una fábrica de leche desnatada en polvo, una nueva fábrica de zapatos (fábrica Progres de Lviv) y una de juguetes (1964), un centro comercial, una piscina cubierta, la estación epidemiológica del distrito. Se abrieron dos escuelas secundarias, un internado, una escuela para niños sordos, tres guarderías y más de 20 casas de apartamentos. Se llevó a cabo a instalación del gas de la ciudad. En 1961 la localidad de Borichivka pasó a formar parte del municipio de Terebovlia, y Sadi en 1965. En el año 1975, la población ascendía a 11.600 habitantes. Para enero de 1989, la población era de 13.622 habitantes y la base de la economía en ese momento era la industria alimentaria y la fábrica de zapatos.

### Ucrania
Las sociedades nacionalistas ucranianas suprimidas durante el periódico soviético, volvieron a la actividad tras la disolución de la Unión Soviética y la independencia de Ucrania. Prosvita o Soyuz ukrainok, la Hermandad OUN-UPA y la Asociación Ucraniana de Veteranos lo hicieron en 1990 y 1991.
En mayo de 1995, el Consejo de Ministros de Ucrania aprobó la privatización de las instalaciones del sector, la fábrica de leche desnatada en polvo, la fábrica de juguetes y en julio del mismo año aprobó la privatización de la fábrica de zapatos.
Entre el 5 y el 7 de julio de 1997 se celebró el 900 aniversario de la ciudad. Con ocasión de las celebraciones, el presidente de Ucrania Leonid Kuchma visitó la ciudad y se inauguró una estatua de Vasilko Rostislávich.
El 12 de marzo de 2009 el Sínodo de la Iglesia ortodoxa de Ucrania decidió nombrar a un obispo para Terebovlia. La ordenación del hieromonje Pavló Kravchuk como primer obispo de Ternópil y Terebovlia por el patriarca Filareto de Kiev tuvo lugar el 29 de marzo de 2009.
En 2011, arqueólogos hallaron restos bien preservados de un asentamiento eslavo de principios del siglo X, cerámica de entre los siglos X y XIII y un peine de hueso
Para el 1 de enero de 2013, la población era de 13.783 habitantes.
En la reforma territorial de 2020, el raión de Terebovlia fue suprimido y su territorio pasó a formar parte del raión de Ternópil.

## Cultura

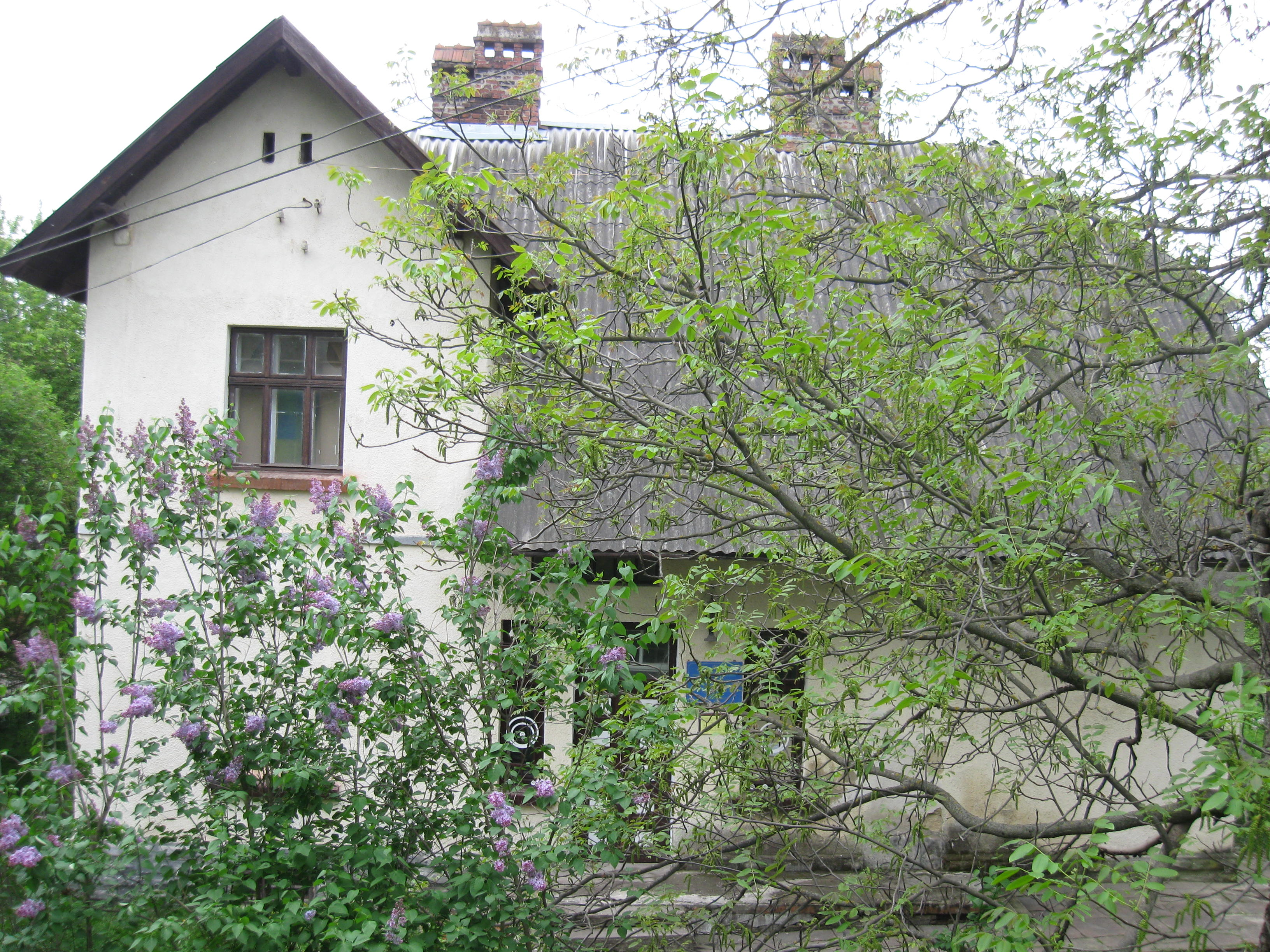
Museo de Etnografía de Terebovlia.

La vida cultural activa de la comunidad ucraniana (rusa) de Terebovlia comenzó a finales del siglo XIX. En 1885 se estableció la primera biblioteca bajo los auspicios de la Sociedad de la Sala de Lectura, y su bibliotecario fue Semko Drozdyk. En 1892, fue fundada la Sociedad de la Biblioteca Rusa, constituida principalmente por intelectuales locales. La sociedad también disponía de su propia biblioteca. Más tarde, los residentes de Terebovlia recibieron permiso para abrir una sede local de Prosvita, que se constituiría en 1903. Tres años más tarde, en 1906, la sociedad abrió, en un edificio separado, su sala de lectura, que pasaría a ser la más importante del condado. La biblioteca de la sociedad ocupaba tres salas. Durante la Primera Guerra Mundial, la sala fue cerrada por las autoridades ocupantes rusas, y más tarde, por las polacas. No obstante, sería restaurada y operó hasta la llegada de las tropas soviéticas en 1939. Asimismo, existían dos filiales de la sala de lecturas en Sadi. Durante el período de entreguerras, la ciudad tuvo una gran biblioteca polaca, en la que tomó una parte activa la esposa del comandante del 9.º Regimiento de Ulanos, Tadeusz Bór-Komorowski. Durante la ocupación alemana, los libros escritos en idioma polaco de esta biblioteca fueron destruidos por un maestro de escuela ucraniano.
Tras la Segunda Guerra Mundial, dos bibliotecas comenzaron su actividad en la ciudad que perdura hasta la actualidad: la Biblioteca Central del Distrito y la biblioteca infantil. La primera fue abierta en 1945 y trasladada a un edificio moderno en el centro de la ciudad en 1952. La biblioteca infantil también fue trasladada a nuevas instalaciones. En el edificio de la iglesia parroquial se instaló la Casa de Cultura del distrito. En la década de 1970 se construyó un cine. La iglesia sería devuelta a la comunidad polaca a finales de la década de 2000, y la Casa de Cultura fue trasladada al edificio del cine. A finales de la era soviética, se inició la construcción de una nueva Casa de Cultura, pero el colapso del país, así como inundaciones en los cimientos en el emplazamiento elegido entre el mercado y el estadio, impidieron la finalización de la obra. En la localidad se halla asimismo una Casa de Creatividad Infantil, cuyos estudiantes toman parte en eventos locales.
En verano se llevan a cabo varios eventos culturales al aire libre en el escenario de verano bajo las murallas del castillo de Terebovlia. Este emplazamiento ha sido usado para los espectáculos masivos tradicionalmente. Antiguamente, representantes de las tres comunidades de la ciudad, la ucraniana, la polaca y la judía ofrecían espectáculos como el Festival de la Canción Ucraniana. Estos festivales eran una importante fuente de ingresos para las asociaciones nacionalistas. En 1937, el magistrado de la ciudad prohibió el uso de los terrenos del castillo a todas las comunidades, por lo que el decano Stepán Mojnatski cedió para este uso terrenos de la iglesia en Zazamcha.
El festival regional de arte Zabavi u kniazhomu misti, celebrado por primera vez con rango de distrito en 2009, se ha convertido en un evento tradicional de la ciudad.
El Museo de Etnografía Local de Terebovlia, inaugurado en 1999, es uno de los centros culturales, científicos y editoriales de la ciudad y el distrito. Igor Zinchyshyn ha sido su director desde su fundación. Antes de la Segunda Guerra Mundial, existía en la localidad el Museo de Terebovlia (en polaco: Muzeum Trembowelskie), situado en uno de los edificios del gimnasio. Asimismo, el monasterio carmelita albergaba el museo del powiat.

## Arquitectura y lugares de interés

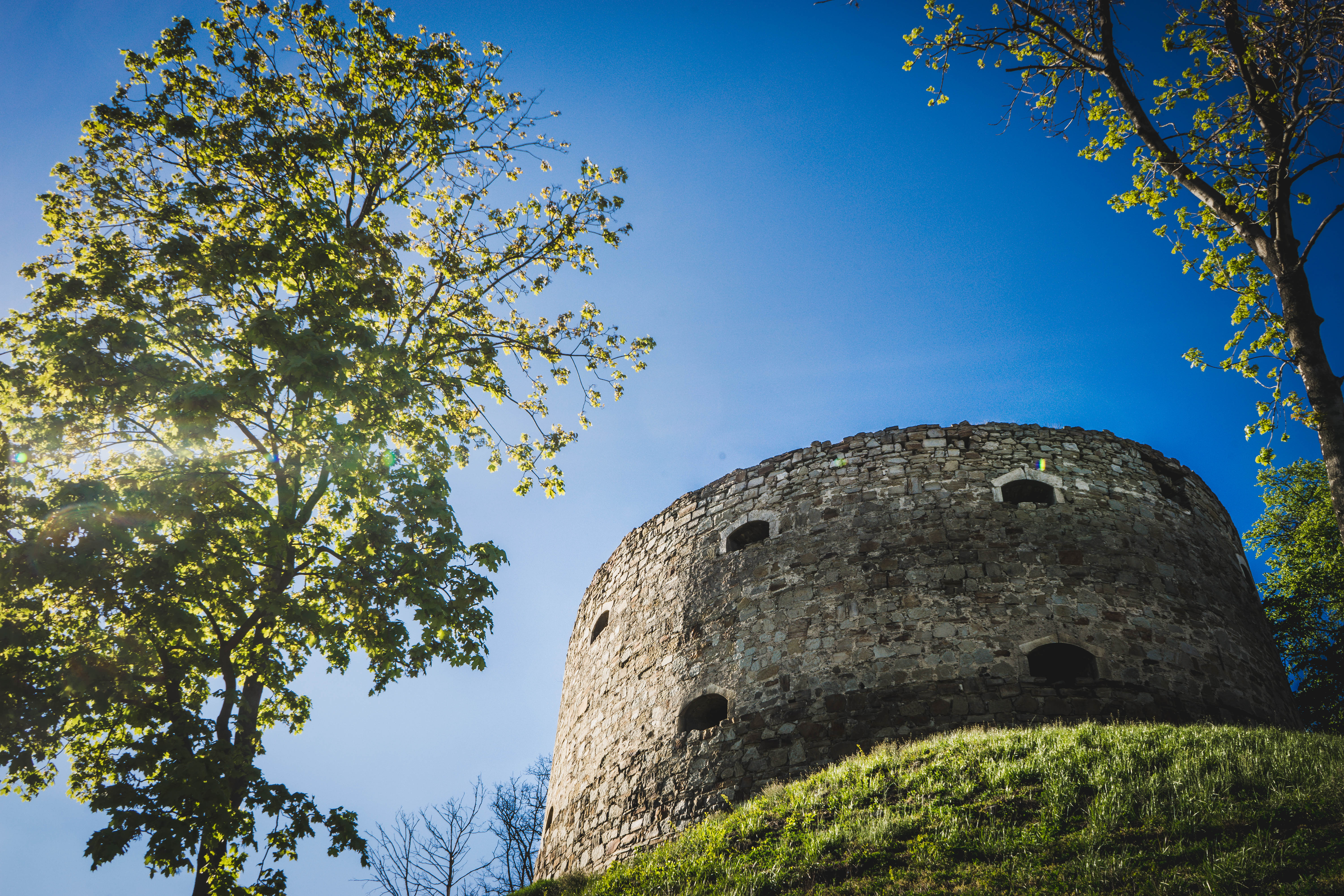
Ruinas del castillo de Terebovlia.

### Castillo de Terebovlia
El castillo de Terebovlia ocupa un lugar central en el complejo histórico-arquitectónico de la ciudad. Se halla en la colina del Castilla, lugar de varias fortificaciones más antiguas. En 2011, excavaciones arqueológicas hallaron en la colina restos bien preservados de alojamientos eslavos de principios del siglo X, que indican que el asentimiento en el territorio de la actual ciudad se produjo mucho antes de lo que menciona la crónica de 1097. En las décadas recientes, los arqueólogos han consguido establecer una crónica del desarrollo de la ciudad. Inicialmente se limitaba a la colina del Castillo, donde se han conservado dos fustes de protección que fueron reforzados varias veces a lo largo de los siglos. A su lado se hallan los edificios del siglo X recientemente descubiertos. Los muelles, artesanías y comercios de la localidad se hallaban río abajo en el Hnizna, cerca de donde desemboca en el Seret, junto a las localidades modernas de Zelenche y Seméniv. La historia de la Ciudad Nueva se inicia en 1415 cuando Bartosz Hołowacki (Bartosh Golovatski), que había combatido en la batalla de Grunwald, recibió el privilegio de construirla. Sin embargo, las excavaciones arqueológicas llevadas a cabo en los últimos diez años demuestran que entre los siglos XII y XIV ya existía un pequeño pueblo en la orilla izquierda del Hnizna.
Existe muy poca información sobre el desarrollo de la localidad hasta el siglo XVI, al no hallarse menciones ni restos pues los edificios eran mayoritariamente de madera. De ese siglo son unas breves descripciones del castillo, que fue reconstruido en 1534 por orden del starosta Andrzej Tenczynski. En 1551 se realizó una inspección, que dejó una descripción detallada de la fortaleza. Es en esta inspección donde se afirma que el muro de piedra del castillo "permanecía desde la época de Casimiro". Al mismo tiempo, se instaló una folwark con una cervecería en Pidzamcha. También a partir de este período comienza la historia de muchos monumentos de piedra que han sobrevivido hasta nuestro tiempo.
En 1631 se completó una reconstrucción de un nuevo castillo bajo la dirección del starosta local Oleksandr Balabán. Al año siguiente, se realizó una inspección, que nos da información no solo sobre el aspecto del castillo, sino también sobre el interior, que no ha sobrevivido hasta nuestros días. El castillo era una poderosa estructura defensiva de piedra: en su lado más ancho medía 38 m, y en el más largo, 107 m, el promedio del grosor de los muros era de 4 m. También había tres torres principales redondas y varias más pequeñas, hexagonales y cuadrangulares. En el centro del castillo había un palacio de dos pisos y siete sótanos para almacenar suministros. También había un pozo muy profundo en el patio del castillo, que ha sobrevivido hasta el día de hoy. En esta época, en el siglo XVII, la ciudad vivió un auge económico y las ciudades vieja y nueva fueron rodeadas por una muralla y una cerca con tres puertas: (Kamyanets'ka, Halytska y Lvivska).

### Iglesia fortaleza de San Nicolás

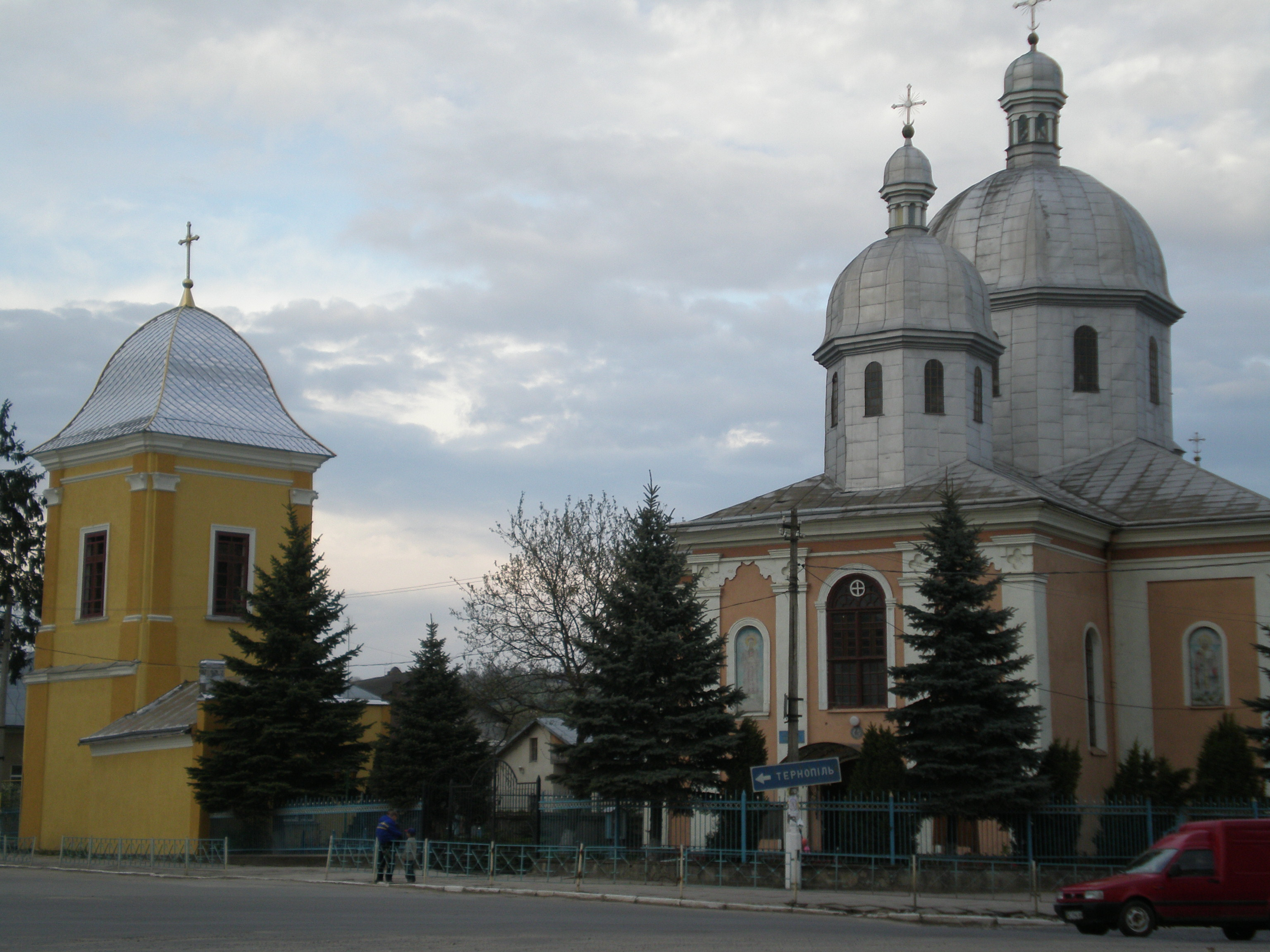
Iglesia de San Nicolás en Terebovlia.

La iglesia fortaleza de San Nicolás, que ahora pertenece a una de las parroquias greco-católicas de la ciudad, fue construida a finales siglo XVI. Tiene tres naves y tenía un carácter defensivo. En 1735 fue reconstruida a expensas del párroco de Terebovlia Anthón Rimbala y con el consentimiento del metropolitano Atanazy Szeptycki. Se desmanteló el antiguo portal de la iglesia y se construyó una nueva gran plaza. Solo queda la parte oriental del templo original: el presbiterio con un gran altar. En la fachada sur hay un portal renacentista amurallado. Desde su construcción la iglesia fue adaptada para la defensa. Sobre el ábside hay un nivel cerrado especial con aspilleras. Al mismo tiempo se construyó un nuevo campanario de siete campanas. Un muro de piedra se extendía alrededor de la iglesia, y la entrada al cementerio era a través de una puerta que da a la calle Shevchenko. La iglesia ya restaurada fue consagrada el 18 de agosto de 1784.
Junto a la iglesia de San Nicolás se construyó un hospital (construido por iniciativa de Iván Zalutski) que sería reemplazado por una casa de dos pisos, que se utilizó como sala de lectura, vivienda privada y tienda judía. En la época soviética, este edificio albergaba una tienda de vodka. En 1988, la casa fue demolida debido a un accidente. El complejo de edificios de la iglesia también incluye la casa parroquial (casa del sacerdote) y la casa de la Sociedad de Sacerdotes de san Pedro y san Pablo, que ahora alberga el comisariado militar del distrito de Terebovlia.
En la iglesia de San Nicolás se conserva una copia del Icono Milagroso de la Madre de Dios de Terebovlia. El original se conserva en la Catedral de San Jorge de Lviv.

### Kostely monasterio carmelita

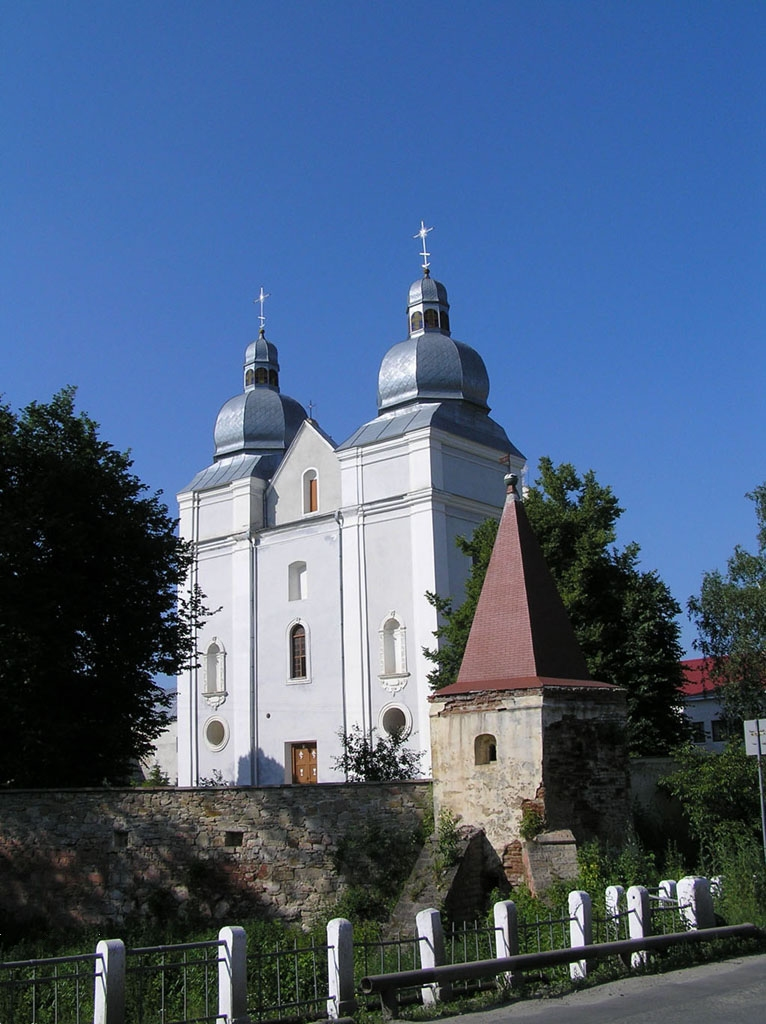
Kostel carmelita de la Asunción.

En 1617, el starosta de Terebovlia, Piotr Ozhga, invitó a monjes carmelitas a la ciudad, proporcionándoles en 1620 un terreno para construir una kostel. De 1635 a 1640 se construyeron los edificios de ladrillo del kostel y del monasterio. El proyecto a gran escala fue apoyado por la ayuda financiera de los nobles locales: en 1624, el noble Mykola Osynsky donó una fábrica de cerveza, una tienda y una casa cerca del Hnizna al monasterio. En 1635, el propietario de la aldea de Lóshniv, Adam Komorowski, entregó a los monjes 6.000 monedas de oro. Casi al mismo tiempo, el monasterio tomó posesión de las tierras del pueblo de Borichivka, que utilizó hasta la llegada del poder soviético. El starosta de Terebovlia, Stefan Potocki, fue un benefactor del kostel carmelita, de tal modo que había un retrato de él en la sacristía, así como uno de Michał Franciszek Potocki.
El monasterio era un complejo de estructuras defensivas. Consistía en la Iglesia de la Asunción de la Santísima Virgen María y un complejo de celdas de dos pisos. El territorio del monasterio está rodeado por muros macizos con cuatro esquinas, de planta pentagonal con torres defensivas. Dos torres se alzan sobre el río Hnizna. En los muros exteriores y en las torres hay aspilleras para disparar con rifles, mosquetes y fusiles. La entrada principal al territorio está dispuesta en forma de arco en la parte central del muro sur. En el siglo XIX se completó sobre la puerta un campanario de tres arcos. La Iglesia de la Asunción de la Santísima Virgen María tiene una planta con tres naves con la parte occidental rectangular. El exterior de la iglesia es bastante sencillo, sin ninguna decoración especial. Se construyeron dos contrafuertes en los lados sur y norte. Se construyeron celdas en el lado norte de la iglesia. También había grandes mazmorras.
En la primera mitad del siglo XX se llevó a cabo una restauración. En la posguerra, se organizó una fábrica de decoraciones navideñas en el monasterio. En 1987 se produjo un gran incendio en la iglesia. Poco después el edificio fue entregado a la iglesia ortodoxa autocéfala ucraniana. Tras la reforma, se instalaron dos cúpulas en la fachada del templo. En 1990 se celebró la primera liturgia en la iglesia.

### Monasterio de Pidgorá

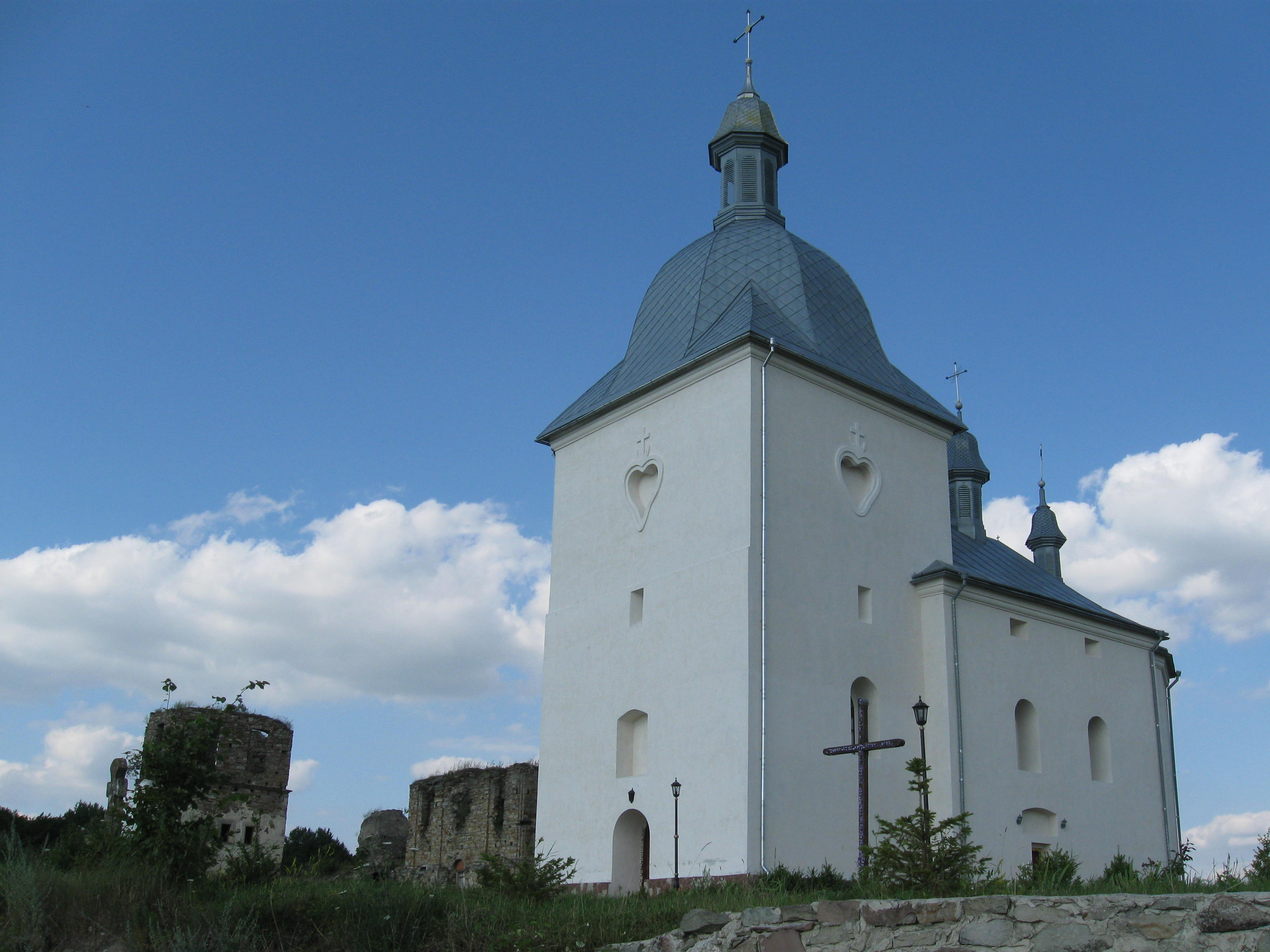
Iglesia del monasterio de Pidgorá y ruinas de las antiguas celdas.

El monasterio basilio de la Santa Transfiguración (Pidgorinski) se construyó al sur de Terebovlia, cerca del pueblo de Pidgorá, en la desembocadura del Hnizna en el río Seret, pero es considerado parte del complejo histórico-arquitectónico de la ciudad. En la mayoría de documentos oficiales, es conocido como "monasterio de Terebovlia".
Según la leyenda, el monasterio fue fundado entre los siglos XII y XIII. Se cree que el monasterio era de madera hasta principios del siglo XVIII, cuando se inicia la reconstrucción en piedra de la que algunos edificios se conservan a día de hoy. Como pruebas se hallan una inscripción sobre una de las ventanas de la puerta que afirma que el higúmeno fundador fue Dionisio en 1716 y el testamento del higúmeno. El territorio del monasterio, de planta trapezoidal, estaba rodeado de murallas defensivas y en sus esquinas se edificaron torres redondas de dos niveles con bóvedas cilíndricas. En 1716 se erigió la torre principal con la puerta de entrada. En el lado izquierdo de la puerta hay un complejo de celdas. Detrás de ellos está la Iglesia de la Transfiguración, con el altar hacia el este. El plano del templo proviene de la arquitectura previa de madera. También se menciona que había otra iglesia de madera y un cementerio en el territorio del monasterio. 
En 1789, el gobierno austríaco cerró el monasterio de Pidgorá. Durante algún tiempo, sus edificios fueron desmantelados por residentes de pueblos vecinos para usarlos como materiales de construcción. El monasterio se salvó de la destrucción total por la prohibición de retirar piedras y varias obras de conservación. La iglesia del monasterio fue reconstruida en 1992, pero debido a la falta de materiales históricos en ese momento, se desconocía su verdadera apariencia y se cometieron diversos errores.

### Edificios delsigloXIXe inicios delsigloXX

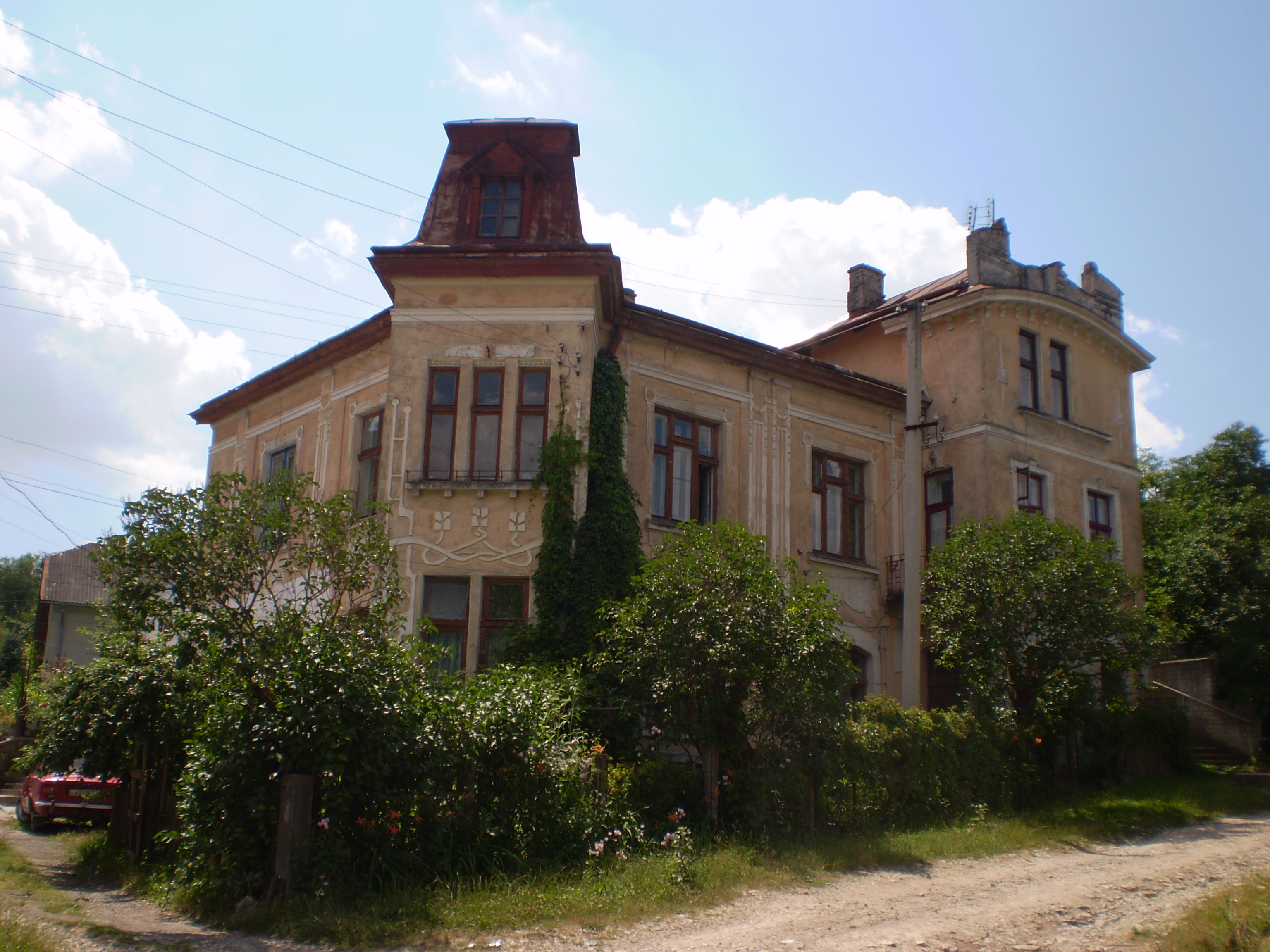
Casa del arquitecto Zakrzhevsky (calle Rodyna Yurkachiv, n.º 19).

Entre los edificios del período austriaco destaca el primer ayuntamiento (ratusha) de Terebovlia, un edificio de dos pisos en la calle Shevchenko que fue construido a finales del siglo XIX en estilo clásico. El edificio está coronado por una torre con un reloj mecánico que suena cada hora y cada 15 minutos.
El período austriaco también incluye la construcción de la estación de tren, que durante sus más de cien años de existencia (el tramo del ferrocarril que atraviesa la ciudad se inauguró el 25 de noviembre de 1896) apenas ha cambiado.
Al mismo tiempo se construyen muchas de las casas del centro de la ciudad. Cabe destacar la sede de la Sociedad Gimnástica Sokol. Desde su apertura en 1892, la sección de Terebovlia de la sociedad polaca Sokol necesitó de una sala separada donde se pudieran celebrar conciertos, veladas teatrales y una biblioteca. La gran inauguración de la sede local tuvo lugar el 1 de junio de 1905. Bajo el dominio soviético (en la década de 1950) se instaló un cine y más tarde el edificio albergó una escuela deportiva para niños. 
En 1907 se construyó la Casa "Escuela de la Patria", un edificio de tres plantas en el bulevar del Kniaz Vasilko, supervisado por Yákiv Kozak y erigido por iniciativa de T. Tomyshevski.
La casa de la imprenta Helles, de finales del siglo XIX se ha conservado cerca de la plaza Shevchenko, y la casa de la oficina de correos de Terebovlia (1862 , ahora una casa particular) se ha conservado en Zazamcha. Al mismo tiempo había muchas casas de ricos burgueses, cuyos mejores ejemplos se pueden ver en la calle Rodyna Yurchakiv: la casa del arquitecto Gevanitsky (n.º 4) y la aledaña, la casa de varios pisos del arquitecto Zakrzhevsky (n.º 19) y la casa de dos pisos en el n.º 9, cerca de Pokrivka (1912).
Durante el período polaco, se construyeron la residencia del starosta (ahora un hospital infantil) y dos edificios de hospital (1935), que se conectaron en la década de 1970. Ahora hay un laboratorio y una maternidad.

### Iglesia parroquial de San Pedro y San Pablo

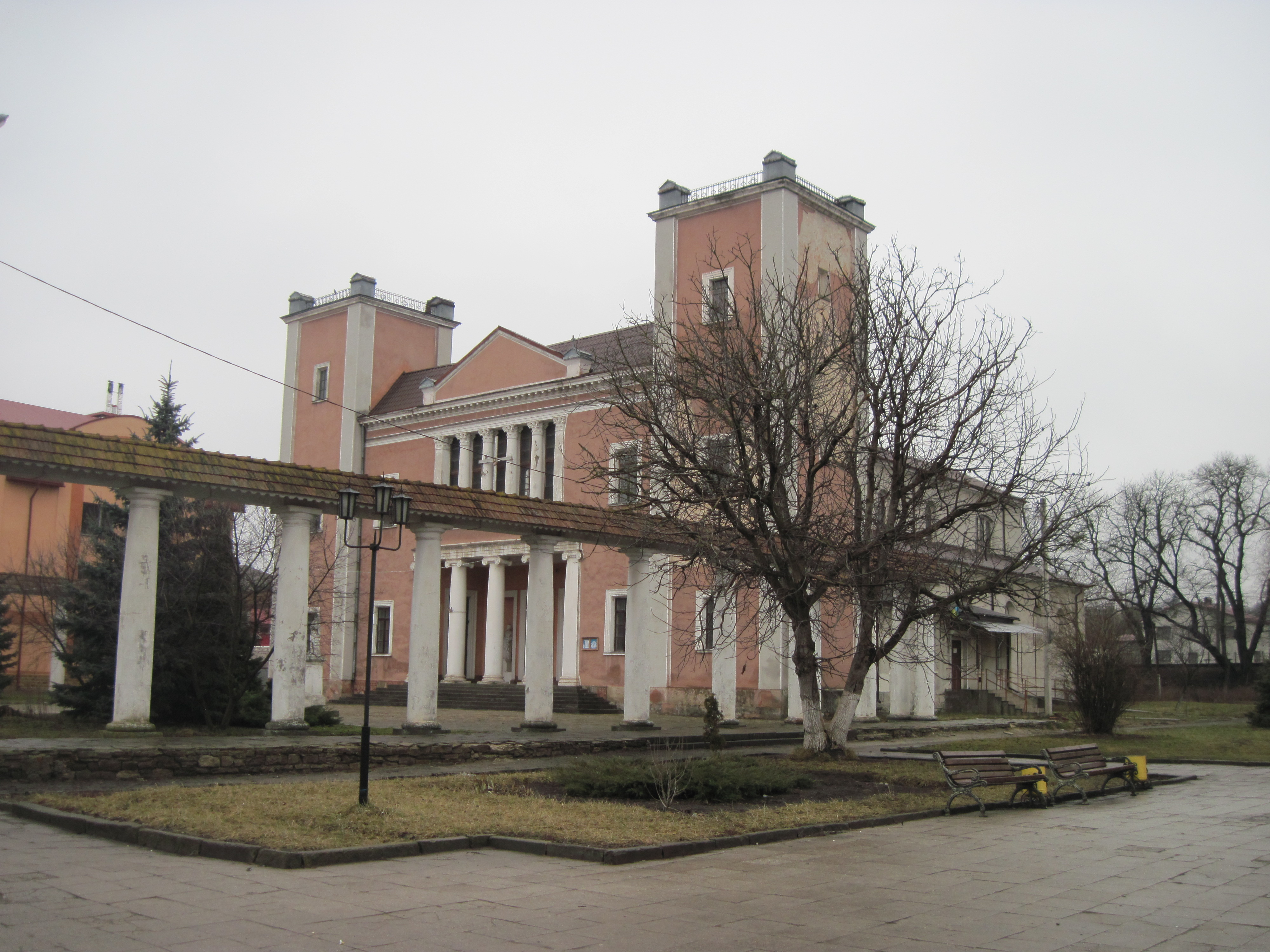
Iglesia parroquial (kostel) de San Pedro y San Pablo.

El lugar más destacado entre los edificios polacos del período de entreguerras lo ocupa la iglesia parroquial (kostel) de San Pedro y San Pablo fue construido entre 1924 y 1928. Desde 1810, no había parroquia católica en la ciudad, ya que la antigua iglesia de madera se había incendiado. Por lo tanto, los feligreses de Terebovlia y los pueblos de los alrededores utilizaban el templo del monasterio carmelita. Desde antes de la Primera Guerra Mundial había planes para construir una nueva iglesia parroquial, pero las hostilidades frustraron los planes. Después de la guerra, comenzó la construcción de la nueva iglesia en un terreno comprado a la comunidad judía. La iglesia parroquial de Terebovlia se convirtió en la primera iglesia de Polonia construida al estilo de las basílicas romanas del cristianismo primitivo. El arquitecto de la iglesia fue Adolf Szyszko-Bohusz, quien después de la Segunda Guerra Mundial se dedicó a la restauración de Wawel en Cracovia. Desde 1956 a principios de la década de 1990, la iglesia sirvió como casa de cultura y luego se transfirió a la comunidad católica local.

### Monumentos naturales
En la colina del castillo, detrás de la fortaleza, hay un monumento natural botánico de importancia local: un bosque de pino negro de 80 años, introducido entre las áreas protegidas en 1977 con el nombre de Sosna Chorna Terebovlianska. El área de pinos cubre cinco hectáreas. Está gestionado por el grupo de empresas comunales Terebovlia. El área cercana al bosque es un área recreativa popular. También alrededor de Terebovlyia hay otras áreas protegidas de importancia local: Terebovlianka buchina (hayas) (N.º 1 y N.º 2), Terebovlianska dubina (robles) y el zakáznik de Pidgorá.

### Otros monumentos
En Terebovlia se han instalado alrededor de una docena de muestras de la escultura de la ciudad (monumentos, bustos y memoriales). Los monumentos de Terebovlia pertenecen principalmente al período de independencia de Ucrania (desde 1991). También hay una decena de monumentos que fueron desmantelados en diferentes momentos debido a cambios en la situación política.
Los monumentos más notables son al príncipe de Terebovlia Vasilko y a Tarás Shevchenko. También se instalaron bustos de Stepán Bandera e Iván Frankó. También hay un grupo de monumentos dedicados a la lucha por la liberación y a las víctimas de las represiones: el Monumento a los Soldados de UPA-OUN, la Cruz Memorial de los Soldados del UGA, el monumento a los Estudiantes Torturados del Gimnasio de Terebovlia, la placa conmemorativa a los torturados por el NKVD en Terebovlia y otros.

## Industria
La Fábrica de Zapatos de Terebovlia (ВАК «Теребовлянська взуттєва фабрика») fue creada en 1946 como fábrica de calzado y costuras, subordinada a la Industria Regional de Ternópil, y sería rebautizada en 1949 como fábrica n.º 37. Desde 1961 fue una sucursal de la marca Progres de Lviv. En la década de 2000 recibió la participación financiera de una empresa italiana.
La fábrica de juguetes fue establecida en 1964 sobre la base de uno de los talleres del complejo industrial del distrito. Fue una de las pocas fábricas con esta especialización en la Unión Soviética, recibiendo varios premios en exhibiciones nacionales y a nivel de la Unión. La empresa no está activa actualmente
Feroplast (Феропласт) se halla en los suburbios de Sadi, se especializa en la producción de espuma industrial. La fábrica de ladrillos Domobudivnik (Домобудівник) transforma las materias primas de la cantera de arcilla del bosque de Terebovlia. Fue reconstruida en 1944 tras la devastación que padeció en la guerra. Otras industrias significativas para la localidad son RMF (alimentación), Ideal (muebles), Unipak-Ukraina (embalajes transparentes termoretráctiles multicapa), el silo elevador de grano Kolos-2, la imprenta y la fábrica de leche desnatada en polvo (en reconstrucción).
Durante la era soviética, existieron otras empresas que no han llegado a la actualidad, entre ellas la filial de la fábrica de Ternópil Indtrikotazh y la empresa de reparaciones Silgostéjnika.

## Transporte

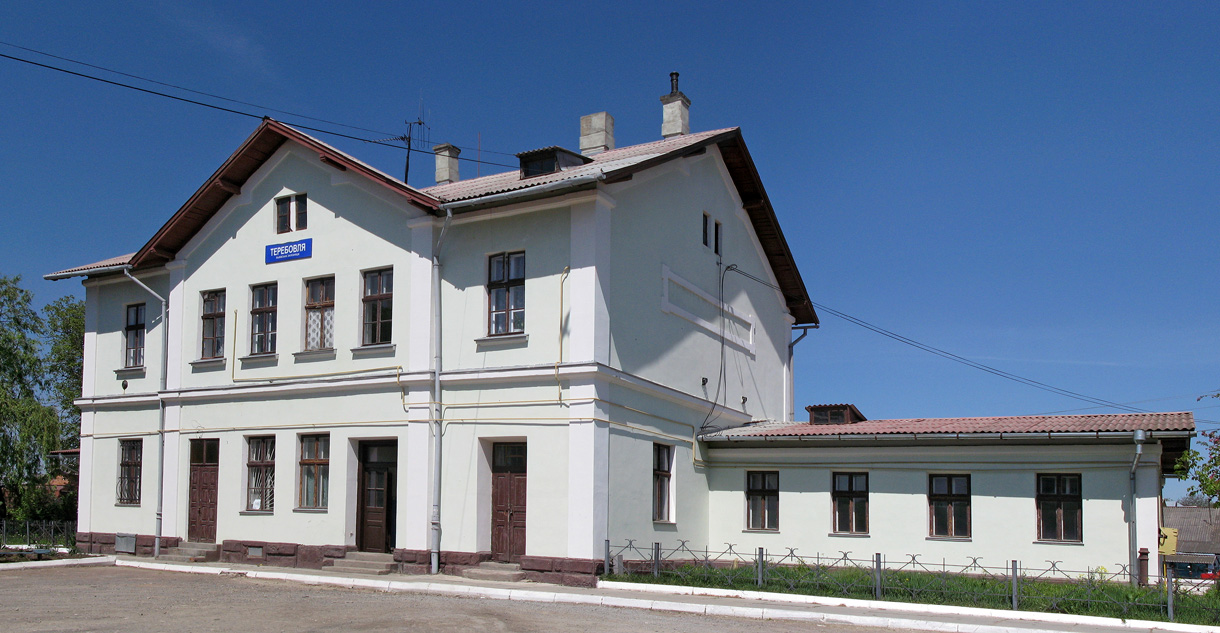
Estación de ferrocarril de Terebovlia.

### Ferrocarril
Terebovlia se halla conectada por ferrocarril con Ternópil, el centro regional, Kiev, la capital de Ucrania y otras localidades mediante la estación de Terebovlia, cuya historia, así como la del ferrocarril en Terebovlia, se remonta a 1896.
Diariamente pasa por Terebovlia el tren Kiev-Rajiv. Asimismo, varios trenes diésel suburbanos pasan por la ciudad, en particular las líneas Ternópil-Chórtkiv, Ternópil-Ivane-Puste (dos servicios al día) y Ternópil-Zalíshchiki (dos al día). En la cercana estación de Berezovitsia-Óstriv se puede enlazar con los trenes Kolomyia-Zalíshchiki y Chernivtsi-Stefaneshty.
Durante el periodo de entreguerras y la ocupación alemana operaba un ferrocarril de vía estrecha a través del bosque de Terebovlia, conectando una cantera del pueblo de Zastinoche y una estación junto a la fábrica de ladrillos, donde las piedras eran embarcadas en un ferrocarril de ancho convencional.

### Automóvil
A través de las calles centrales de Terebovlia (Kniazia Vasilka y Ternopilska) pasa la autopista de importancia internacional M19, parte de la Ruta europea E85. Existe un proyecto inacabado para construir una variante que descargue las calles de la ciudad y acelere el tráfico. Parte de la infraestructura, como los puentes, llevan un tiempo construidas. Gracias a la autopista, Terebovlia cuenta con un enlace interurbano conveniente con Ternópil, Chernivtsi y otros centros regionales. 
Cercana al centro de la ciudad se halla la estación de autobuses. Desde aquí hay conexiones a pueblos suburbanos y también a Mukácheve, Ivano-Frankivsk y Vorojta. 
El transporte público está representado por varias compañías de taxi.

## Educación

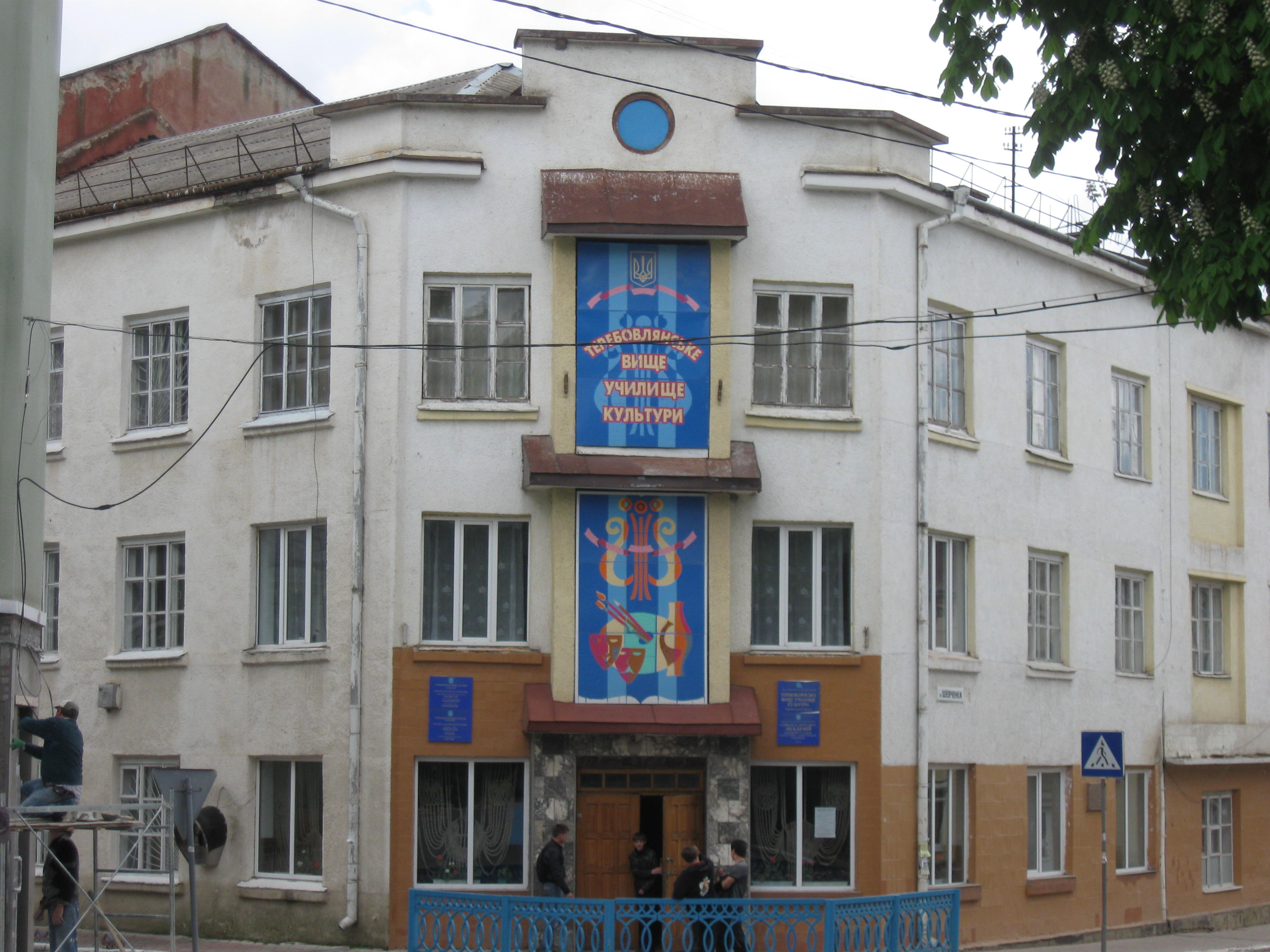
Escuela Superior de Cultura de Terebovlia.

La historia del sistema de educación estatal en Terebovlia comienza en el periodo austríaco. Entre 1776 y 1783 se llevó a cabo una reforma escolar en la monarquía Habsburgo. En consecuencia, en marzo de 1777, se establecieron en todas las ciudades tres tipos de escuelas públicas: normales, principales y privilegiadas. Hasta el 1 de julio de 1888, el condado de Terebovlia estaba subordinado al Inspector Escolar de Ternópil y al Consejo Escolar de Educación de Ternópil. A partir de esa fecha se estableció el distrito escolar de Terebovlia, con su propio inspector y consejo escolar.
En este periodo había varias escuelas en Terebovlia. En 1907 abrió sus puertas un gimnasio polaco, situado en las instalaciones reconstruidas de los cuarteles de caballería. Para 1914 el gimnasio tenía seiscientos estudiantes -280 polacos, 150 ucranianos y 160 judíos. Muchos niños ucranianos acudían a un gimnasio ucraniano en Ternópil. Durante la Primera Guerra Mundial, el gimnasio de Terebovlia suspendió su actividad,que fue restablecida en 1919.
Además del gimnasio, hubo en la ciudad varias escuelas durante el periodo de entreguerras. Como escuelas de primaria había una para niños en la casa consistorial y para niñas en el bulevar Jan Sobieski. En el centro de la ciudad, en la calle Sofía Jshanovska, había una bursa (seminario) polaca con el nombre de Adam Mickiewicz. Había otra escuela primaria en el suburbio de Sadi.
En 1939, el nuevo gobierno soviético cerró el gimnasio y abrió dos escuelas secundarias sobre su base -una ucraniana y otra polaca. Con la llegada de los alemanes, la situación educativa cambió de nuevo. Solo se encontraban en activo dos escuelas públicas de siete grados y una en Sadi. Los alemanes no permitieron que reabriera el gimnasio (solo se autorizaron ocho en toda Galitzia), pero abrieron una escuela de comercio con dos departamentos, que dejaría de existir inmediatamente tras la liberación por las tropas soviéticas. Será a partir de la posguerra cuando comenzaría la historia de la mayoría de las instituciones educacionales de Terebovlia. A principios de 1945 había dos escuelas en la ciudad, con 630 estudiantes.
En la actualidad hay tres escuelas secundarias, un gimnasio, un internado y tres preescolares (los jardines de infancia Sonechko, Romashka y Teremok). La localidad también cuenta con una escuela de deportes y una de música.
La educación superior y profesional se hallan representadas en la localidad por una sola institución: la Escuela Superior de Cultura de Terebovlia (Теребовлянське вище училище культури). Desde 2004, la escuela cuenta con un Centro de Entrenamiento y Consulta de la Academia Nacional de Administración de Cultura y Artes, a través de la cual se pueden realizar estudios por correspondencia de la Academia. La historia de la escuela comenzó con la biblioteca escolar en 1940, que más tarde sería una escuela técnica de educación política. En 1994, la escuela recibió su nombre moderno.

## Medios de comunicación
La historia de la prensa en Terebovlia se remonta a 1900, cuando se inició la publicación del semanario del starosta y el consejo escolar. Desde 1914 se comenzó a editar la publicación en idioma polaco Ziemia Trembowelska ("Tierra de Terebovlia"). El 11 de mayo de 1932 apareció el primer número de la publicación mensual Czar Wiersza. El primer semanario en idioma ucraniano fue Plug, que apareció el 15 de diciembre de ese mismo año. Con la llegada del poder soviético, estos periódicos dejaron de existir. En su lugar apareció Stalinski shliaj. En enero de 1940, el periódico fue renombrado Léninski shliaj. Durante la ocupación alemana se publicó el periódico Terebovlianski visti, y tras la liberación se restableció Léninski shliaj. Hasta la independencia, cambió de nombre en diversas ocasiones: Za komunistichnu pratsiu (desde el 1 de junio de 1962) y Trúdovaya slava (desde el 1 de abril de 1965). Los fundadores de este periódico fueron el Consejo de Diputados del Pueblo del Distrito de Terebovlia y la organización local del Partido Comunista de Ucrania. Tras los cambios políticos de 1991, el periódico fue registrado de nuevo, dejando fuera al Partido Comunista.
La sección local del Partido Democrático de Ucrania registró en 1990 un periódico llamado Volia que se publicaría hasta agosto de 1991. El único periódico que se publica en la actualidad, también llamado Volia, fue fundado en 1992 sobre la base de Trúdovaya slava. Los cofundadores del periódico fueron varias autoridades y organizaciones públicas locales: el consejo de distrito, la administración estatal del distrito, el consejo de distrito de la sociedad Prosvita y la propia plantilla. Volia se publica semanalmente los viernes. La circulación del periódico es insignificante, alrededor de tres mil ejemplares. En los años de la independencia también apareció Terebovlianski visti (el mismo nombre del periódico de la ocupación alemana), cofundado por el consejo del distrito y el Movimiento Popular de Ucrania.
Los medios de comunicación también se ven representados por los programas de Terebovlianske Radio, que cuenta con espacios semanales en la red de Ukrainske radio.

## Deporte

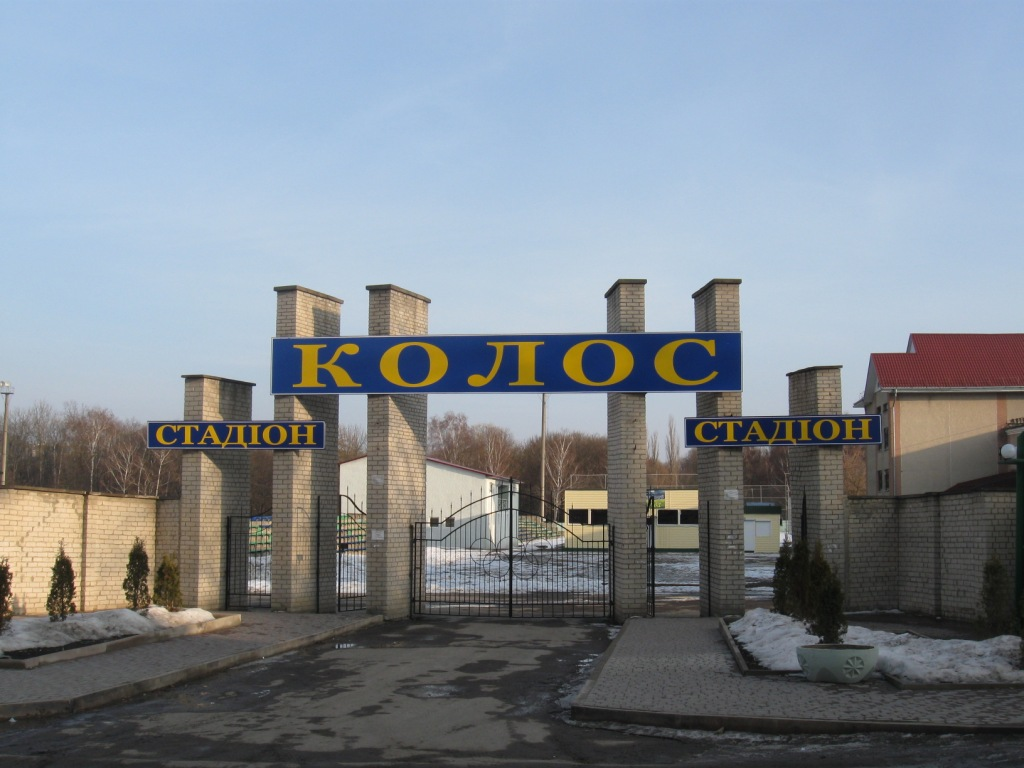
Estadio Kolós en Terebovlia, 2012.

Entre las instalaciones deportivas de la ciudad destaca el estadio Kolos. Con anterioridad a la Segunda Guerra Mundial existía en el mismo emplazamiento un estadio construido en 1930, en época polaca en una zona poco desarrollada de la orilla derecha del río Hnizna que era usada como pastos. La infraestructura deportiva del periodo de entreguerras incluía asimimo un muelle para la práctica del remo y una sección del río Hnizna acondicionada para la natación cercana al gimnasio de Terebovlia.
Inmediatamente tras la guerra se estableció en la ciudad un commité de distrito de deportes encabezado por Yuri Yaremchuk. En 1950 se formó la Asociación Voluntaria de Deportes Kolhospnyk, dirigida por Volodymyr Jvaliboha. El estadio de la ciudad sería rebautizado con el nombre de la asociación. A finales de la década de 1940 e inicios de la siguiente se formó el equipo de fútbol Lokomotiv, que pocos años después sería rebautizado como Kooperator. En 1982 comenzó la reconstrucción del estadio, así que el equipo pasó a jugar temporalmente en el pueblo de Lóshniv con el nombre Niva. Tras la reforma, el equipo regresó y el estadio recibió su nombre actual, Kolos. Con motivo del 20 aniversario de la independencia de Ucrania, se realizó una nueva reconstrucción, que incluye un pequeño campo de entrenamiento, una pista de voleibol y un gimnasio.
En 1966 se fundó la Escuela de Deportes para la Infancia y la Juventud de Terebovlia, con secciones de fútbol, natación, voleibol, boxeo y lucha libre. Hasta la actualidad ocupa el edificio de la antigua sociedad gimnástica polaca Sokil. La escuela contaba con una pequeña piscina cubierta en la calle Iván Frankó. En la temporada de buen tiempo se abre una piscina de verano al aire libre en Zazamcha, fundada, como el estadio en el periodo de entreguerras (1938). En aquella época, el magistrado de Terebovlia construyó dos piscinas al aire libre, con una pequeña playa y vestidores en el arroyo Pychynia.

## Sanidad
El hospital de Terebovlia, con origen en 1939 con la adhesión de Ucrania Occidental a la Unión Soviética, centraliza desde finales de la década de 1950 la sanidad del territorio circundante. Dispone de varios departamentos entre los que están el de enfermedades infecciosas, el infantil, traumatología, Hasta 1959 en la localidad había una escuela de medicina que fue trasladada a Chórtkiv. Asimismo, en la localidad hay una policlínica con un departamento infantil, un hospital de maternidad y una estación sanitario-epidemiológica.

## Personalidades
- Víktor Pávlik (1965), cantante.
- Jerzy Wyrozumski (1930-2018), historiador.
- Joanna Jędryka (1940), actriz.
- Minna Lachs (1907-1993), pedagoga.

## Ciudades hermanadas
- Kłodzko, voivodato de Baja Silesia, Polonia.
- Lubaczów, voivodato de Subcarpacia, Polonia.